# The Idler
Sotto il titolo di The Idler è raccolta una serie di 103 saggi, tutti, tranne dodici, scritti da Samuel Johnson, e pubblicati tra il 1758 e il 1760 sul settimanale londinese The Universal Chronicle. È probabile che il Chronicle sia stato pubblicato al solo scopo di inserire The Idler, poiché era stato stampato un solo numero della rivista prima che iniziasse la serie di saggi e cessò le pubblicazioni quando anche i saggi finirono. Gli autori dei saggi oltre a Johnson furono Thomas Warton, Bennet Langton, e Joshua Reynolds.
Il biografo di Johnson, James Boswell, ricordava che Johnson scrisse alcuni dei saggi contenuti in The Idler con la "rapidità con cui si scrive una lettera". Infatti, in occasione di una visita ad Oxford, Johnson scrisse nel giro di mezz'ora, prima che partisse l'ultimo corriere postale, un saggio che doveva essere pubblicato il giorno dopo.
I saggi riscossero tale successo che altre pubblicazioni li ristampavano senza il consenso dell'autore, per questo Johnson si decise ad inserire un avviso nel Chronicle con il quale minacciava di comportarsi allo stesso modo con gli scritti dei suoi concorrenti e di distribuire il ricavato delle loro vendite fra le prostitute di Londra.
Quando la raccolta The Idler fu pubblicata in libro, uno dei saggi scritti da Johnson, The Vulture, non venne inserito, pare perché la sua satira contro la guerra era ritenuta sediziosa. Johnson lo sostituì con un saggio sulla detenzione dei debitori.

## I saggi
Tutti i saggi inizialmente erano pubblicati senza titolo. Fu dato a ciascuno di essi un titolo allorché vennero pubblicati in un libro. Nell'introduzione, Johnson precisò che dodici dei saggi non erano di suo pugno. Gli autori di sette di questi dodici saggi sono stati ricordati nella biografia di Boswell, la paternità degli altri cinque è ignota.

### No 1. The Idler's character(Peculiarità del Fannullone)
Pubblicato: sabato, 15 aprile 1758
In questo saggio, Johnson spiega perché abbia scelto questo pseudonimo per scrivere i saggi che andrà pubblicando. "Ognuno di noi è", egli dice, "o spera di essere, un Fannullone." Egli promette per i suoi lettori "maldicenza e satira": "Il Fannullone è per sua natura un criticone; quelli che non fanno nulla da sé, pensano che ogni cosa sia facilmente realizzabile, e criminalizzano tutti quelli che falliscono in un'azione." Tuttavia, egli dice che questo non comporta alcun obbligo e che i lettori delusi dovranno prendersela solo con sé stessi.
"Ogni modo di vivere ha le sue convenienze. Il Fannullone, che si abitua ad essere soddisfatto di ciò che può facilmente ottenere, non solo sfugge le fatiche che sono spesso inutili, ma riesce a volte meglio di quelli che disprezzano tutto ciò che è alla loro portata e pensano che ogni cosa più è difficile da ottenere più è importante".

### No 2. Invitation to correspondents(Invito ai corrispondenti)
Pubblicato: sabato, 22 aprile 1758
Johnson si lamenta che, nonostante abbia "già quasi da una settimana iniziato la pubblicazione", di non aver ricevuto una sola espressione di lode né gli è giunta alcuna offerta di collaborazione alla serie. Egli chiede "a coloro che si sono già dedicati alla letteratura, o a coloro che, senza alcuna meta, vagano attraverso la landa della vita" di presentare dei saggi da pubblicare sotto il titolo di The Idler.
Colui il quale è conosciuto perché scrive su di un periodico, non deve far altro che stare attento a non rivelare quali precisi articoli siano proprio i suoi; mantenere tale segreto è davvero difficile; ma se si riesce a mantenerlo, non ci vuole molto ad immaginare con quale piccolo sacrificio si possa crescere di importanza".

### No 3. Idler's reason for writing(Motivo per il quale scrive il Fannullone)
Pubblicato: sabato 29 aprile 1758
Johnson considera la possibilità che i saggisti un giorno siano a corto di argomenti divertenti. Egli spiega di scrivere per venire in soccorso ai suoi colleghi fannulloni e a coloro che "si levano al mattino, vuoti di pensiero, con le menti spalancate ad ingoiare cibo intellettuale che alcuni saggisti sono abituati propinare."
"Molto è fatto male nel mondo a causa di scarso interesse o motivazione. Colui che assume il carattere di un critico e giustifica le sue affermazioni in base ad una perpetua censura, immagina di non far danno a nessuno se non all'autore che egli considera una bestia immonda che ogni altro essere vivente ha il diritto di perseguitare; non pensa a quante persone innocue coinvolga nella sua colpevolezza, insegnando loro a provocare danni senza malignità e a ripetere delle obiezioni di cui non conoscono il senso; o a quante oneste menti preclude il piacere, facendo sorgere in esse un'artificiosa pignoleria e rendendole a tal punto giudiziose da metterle in disaccordo con le proprie sensazioni. Colui che apprende dal critico a rigettare ciò che prima naturalmente gli piaceva ha motivo di lamentarsi con il suo maestro così come quel pazzo che accusava il suo dottore di averlo ridotto in povertà da quando si credeva di essere il padrone del Perù".

### No 4. Charities and hospitals(Opere di beneficenza ed ospedali)
Pubblicato: sabato, 6 maggio 1758
Per Johnson l'opera di beneficenza è "nota solo a quelli che, o direttamente o perché da altri trasmessa, gioiscono della luce della rivelazione." Egli sostiene che era sconosciuta nell'antica Roma e che l'Islam e lo Zoroastrismo hanno recepito tale idea dal Cristianesimo. Egli nota, tra l'altro, che gli ospedali in Gran Bretagna sono sostenuti esclusivamente dalle donazioni di benefattori, e invita tali istituti a non instaurare rapporti di feudalità tra di loro per non scoraggiare tali donazioni.
"La compassione secondo alcuni pensatori, i quali troppo facilmente sono stati definiti filosofi, è risolta in un sentimento puramente egoistico, una percezione involontaria di dolore che insorge alla vista casuale di un essere come noi che langue nella miseria. Ma questo sentimento, se mai possa sorgere da un istinto bruto, produrrà solo effetti transitori e saltuari, ma non potrà mai risolversi in un principio di azione o portare sollievo alle vittime di calamità lontane e per generazioni di là da venire".

### No 5. Proposal for a female army(Proposta per un esercito femminile)
Pubblicato: sabato, 13 maggio 1758
Poiché nella Guerra dei sette anni furono molti i soldati utilizzati, Johnson, preso da pietà per le mogli e le fidanzate lasciate a casa in Inghilterra suggerisce che venga formato un esercito di donne in modo che possano seguire i loro cari. Egli sostiene che dopo l'invenzione delle armi moderne, "non mi sembra che un moderno soldato svolga compiti, fatta eccezione per l'obbedire, che una donna non possa anche eseguire. Se i capelli non sono incipriati, ecco che una donna ha pronto un piumino da cipria; se una casacca si è macchiata, ecco pronta una donna con la spazzola".
"Di queste donne, alcune, io spero, abbiano un cagnolino ed alcune altre uno scimmiotto; ma questi sono compagni insoddisfacenti. Molti utili compiti svolgono le giacche rosse, per i quali né i cani né le scimmie sono all'altezza. Un pappagallo, in verità, è sgargiante come un colonnello, e, se è stato molto utilizzato in buona compagnia, non è del tutto privo di conversazione; ma un pappagallo, dopo tutto, è una povera creaturina, e non ha né spada né una trecciola di cordoncino sulla spalla, non può né danzare né giocare a carte".

### No 6. Lady's performance on horseback (Esibizione di una donna a cavallo)
Pubblicato: sabato, 20 maggio 1758
Johnson commenta le espressioni adulatorie rivolte dal pubblico ad una donna che percorse a cavallo mille miglia in meno di un migliaio di ore. Con ironia, egli suggerisce di erigerle un monumento per i posteri, e fa alcune ipotesi circa l'iscrizione da apporre.
"Sia dunque con cura ricordato che con questa esibizione ella ha vinto la sua scommessa, e, perché ciò sembri, per l'avvenuto cambiamento dei costumi, un incitamento inadeguato o incredibile, sia aggiunto, che a quel tempo le originarie motivazioni delle azioni umane avevano perso il loro influsso; che l'amore per l'encomio era estinto, il timore dell'infamia era diventato cosa ridicola, e il solo ed unico desiderio di un inglese era" vincere la sua scommessa.

### No 7. Scheme for news-writers (Uno schema per i giornalisti)
Pubblicato: sabato, 27 maggio 1758
Johnson si lamenta della ripetività nei servizi di cronaca. Egli suggerisce che, invece di dar notizia di un evento tutt'insieme e quindi poi rimasticarlo all'infinito, i giornalisti rivelino il fatto di cronaca un po' alla volta per tenere i lettori avvinti in attesa dello sviluppo della notizia.
"Per questo, i giornali oggigiorno si sono moltiplicati senza fornire un pari incremento di informazione. La storia narrata nel giornale del mattino è riportata di nuovo in quello della sera, e i resoconti della sera vengono pagati di nuovo con il giornale del mattino. Questa ripetività, infatti, fa perdere del tempo invece di abbreviarlo. La persona più desiderosa di sfogliare i giornali sarà bello che stanco prima di spulciarli tutti; e più di un uomo, che entri nella caffetteria in vestaglia e ciabatte, sarà chiamato ad aprire la sua bottega, o a consumare la cena, prima che sia riuscito a capir bene quale sia la condizione dell'Europa."

### No 8. Plan of military discipline (Programma di disciplina militare)
Pubblicato: sabato, 3 giugno 1758
Questo scritto si presenta sotto forma di lettera indirizzata a The Idler, ma non è tra i saggi che Johnson attribuì ad altri collaboratori.
Lo scrittore propone un metodo per sviluppare il coraggio nei soldati britannici. Egli suggerisce che vengano attirati verso una finta fortezza con l'offerta di roast beef e birra e fatti marciare su di essa prima che inizino a mangiare. Questo dovrebbe essere fatto giorno dopo giorno, con un'aggiunta alla scena di situazioni e suoni ogni volta sempre più spaventosi. I soldati alla fine saranno abbastanza abituati alla violenza per sfidare il fuoco nemico.
"Non posso pretendere di informare i nostri generali circa le gradazioni di pericolosità con cui addestrare i loro uomini perché acquistino forza d'animo. Essi sanno molto bene cosa i soldati e loro stessi sono in grado di sopportare. Sarebbe giusto che la guerra ogni giorno variasse nel suo aspetto. A volte, mentre scalano il bastione, un cuoco può buttare grasso sul fuoco, per abituarli ad una fiammata improvvisa, e talvolta, con il fracasso di pentole vuote, possono essere abituati ad esplosioni formidabili. Ma non si dimentichi mai che la vittoria deve riposare con la pancia piena."

### No 9. Progress of idleness (Progresso della fannullagine)
Pubblicato: sabato, 19 giugno 1758
(L'autore di questo scritto è incerto)
Un corrispondente si lamenta perché il Fannullone non fornisce suggerimenti sul come essere indolenti. Il Fannullone risponde che questa richiesta mostra come chi l'ha scritta "sia ancora ai rudimenti della fannullagine, e non abbia conseguito né la teoria né la pratica del dolce far niente." Alla vera fannullagine si giunge solo praticandola.
"Tanto vasto è il regno della fannullagine quanto potente è il suo influsso. Ma ella non conferisce subito tutti i suoi doni. Al mio corrispondente, che pare, pur con tutti i suoi errori, bramoso di consigli, devo dire che egli sta chiedendo troppo frettolosamente gli ultimi consigli per raggiungere la completa avulsità. In qualsiasi cosa gli abbiano insegnato a credere i fannulloni inesperti, è necessario il lavoro per essere iniziati alla fannullagine. Colui che non abbia mai lavorato potrà conoscere i fastidi derivanti dal non far niente, ma certamente non il piacere. Il piacere è, che se si dedica all'avulsità, egli farà durare più a lungo gli intervalli di indolenza e abbrevierà quelli lavorativi, finché alla fine egli si sdraierà per riposare e non disturberà più il mondo o se stesso con le proprie frenesie e rivalità."

### No 10. Political credulity (Credulità in politica)
Pubblicato: sabato, 17 giugno 1758
Johnson parla dei politici fanatici che "rinunciano a vedere e sentire e decidono di non credere ad alcunché che non sia a favore di colui del quale si dichiarano seguaci". Egli descrive due tipi di queste persone di lui contemporanee, personificandole in Tom Tempest (sostenitore degli Stuart) e Jack Sneaker (sostenitore degli Hannover).
"Il pensatore fanatico è sedotto dall'autorevolezza dei maestri che non ha sempre la possibilità di controllare, e così viene a trovarsi impaniato nei sistemi in cui verità e menzogna sono inestricabilmente interconnesse, oppure si impegna a parlare di argomenti la cui natura non lo mette in condizione di comprendere."

### No 11. Discourses on the weather (Discorso sulla meteorologia)
Pubblicato: sabato, 24 giugno 1758
Johnson dice che gli inglesi sono ossessionati dalla domanda 'Che tempo fa?' perché il tempo è estremamente variabile. Egli prende in giro la teoria, allora in voga, secondo cui l'ambiente politico di una nazione è influenzato dal clima di questa, e critica coloro che sono affetti da meteoropatia.
"Questa è la ragione delle nostre usanze; e chi la può trattare con disprezzo? Certamente non l'assistente in aula di tribunale, la cui attività consiste nel controllare l'aspetto di esseri deboli e sciocchi come lui stesso e la cui sicumera consiste nell'enumerare i nomi di uomini che potrebbero cadere nel nulla e non lasciare vacuità; ma nemmeno il proprietario terriero, che ferma per strada il conoscente per dirgli di aver perso mezza corona; e neanche l'avido lettore di gazzette, che si riempie la testa di notizie dall'estero e commenta schermaglie diplomatiche e assedi, le cui conseguenze non potranno mai raggiungere chi lo ascolta o lui stesso. Il tempo è argomento più importante e più interessante; esso riguarda lo stato del cielo e della terra da cui dipendono abbondanza e carestia e tutto ciò che è necessario alla vita."

### No 12. Marriages, why advertised (Annunci di nozze)
Pubblicato: sabato, 1º luglio 1758
Johnson prende in giro gli annunci di matrimoni inseriti sui giornali, che, secondo lui, vengono pubblicati senza che vi sia alcun interesse di guadagnare notorietà da parte dei nubendi. Racconta di un amico che aveva deciso di mettersi in affari vendendo "panegirici matrimoniali".
"Ottenere un nome è cosa che può capitare, ma a pochi. Un nome, anche nella nazione più mercantilista, è una delle poche cose che non si può comprare. È il dono spontaneo del genere umano, che deve essere meritato prima che venga concesso ed è alla fine concesso a malincuore. Ma questa riluttanza aumenta solo il desiderio in colui che crede di avere qualità sufficienti per superarla."

### No 13. The imaginary housewife (La casalinga immaginaria)
Pubblicato: sabato, 8 luglio 1758
Un corrispondente immaginario si lamenta di sua moglie che, temendo la fannullagine, costringe le loro figlie a cucire continuamente. Come risultato si ha che la casa è piena di ricami inutili e le figlie sono ignoranti come capre.
"Molly l'altro giorno mi chiese se l'Irlanda si trovasse in Francia, e subito sua madre le ordinò di ripararle l'orlo del vestito. Kitty, a sedici anni, non conosce la differenza che corre tra un Protestante ed un Papista, perché lei è sta impiegata per tre anni a ricoprire il lato di un armadio con un parato raffigurante Cranmer sul rogo. Anche Dolly, la mia figlia maggiore, ancora oggi non è capace di leggere un capitolo della Bibbia, avendo passato il tempo che altri bambini passano a scuola, nel ricamare la scena del colloquio fra Salomone e la regina di Saba."

### No 14. Robbery of time (Furto del tempo)
Pubblicato: sabato, 15 luglio 1758
Johnson esamina coloro che perdono tempo andando dietro a uomini insigni. "La verità è", egli commenta, "che gli inconvenienti per il factotum vengono esternati in piagnistei più che realmente sentiti." Molto più preoccupanti sono i fastidi quotidiani come i chiacchieroni e i ritardatari abituali.
"Se vogliamo che gli altri siano gentili, dobbiamo sopportarne le manie. Colui che non si fa capace di ritirarsi dalla società, deve essere contento di pagare un tributo del proprio tempo ad una moltitudine di tiranni; al perdigiorno che fissa appuntamenti che non rispetta mai; a chi chiede consigli che non accetta mai; al millantatore che le spara grosse pur di raccogliere lodi; al piagnone che si lamenta solo per essere compiatito; al promotore di incontri mondani la cui sola felicità consiste nell'intrattenere gli amici con aspettative che solo lui non sa che sono vane; all'economista che parla di buoni affari e transazioni; al politico che predice le sorti delle battaglie e la violazione delle alleanze; all'usuraio che paragona fra di loro i suoi vari capitali; e all'oratore che parla solo perché gli piace sentirsi parlare."

### No 15. Treacle's complaint of his wife (Treacle si lamenta di sua moglie)
Pubblicato: sabato, 22 luglio 1758
(L'autore di questo scritto è incerto)
Un corrispondente che si fa chiamare Zachary Treacle si lamenta della sua vita domestica. Sua moglie è di intralcio mentre se ne va ciondolando nella sua drogheria per tutta la giornata, mentre suo figlio piccolo si arrampica sugli scaffali e manda tutto all'aria. Entrambi lo costringono a passare le sue domeniche in ozio, con suo grande disappunto.
"Perciò, signore, lei passa pigramente il suo tempo, senza un utile per il negozio o una personale soddisfazione; e, mentre osservo le mogli dei miei vicini aiutarli nei negozi riuscendo ad incassare quanto i loro mariti, io provo il dispiacere di scoprire che la mia non è altro che un peso morto. In breve, io non riesco ad immaginare disgrazia più grande che possa capitare ad un indefesso, onesto commerciante, come me, di quella di essere unito ad una donna che è una palla al piede piuttosto che di aiuto per lui."

### No 16. Drugget's retirement (La vita di Drugget da pensionato)
Pubblicato: sabato, 29 luglio 1758
Johnson descrive una visita fatta al suo amico Ned Drugget, un commerciante di scampoli di stoffa. Anche se Drugget si è arricchito lavorando duro, volendo aria fresca e relax, ha per questo affittato un 'locale in campagna' — una stanza nella zona di Islington. Trascorre le ore dietro una finestra, chiusa per non far entrare la polvere, a contare le carrozze che passano.
"Ogni cameriera che per disgrazia fosse più alta della sua padrona, riusciva a trovare l'abito giusto presso il negozio del signor Drugget; e molte fanciulle, che avevano trascorso l'inverno presso la zia a Londra, al loro ritorno abbagliavano i compaesani con gli ornamenti a buon mercato che Drugget vendeva. Il suo negozio spesso era visitato al mattino dalle signore che facevano lasciare le loro carrozze in una strada vicina e attraversavano il vicolo con lunghi abiti di lino striscianti sul selciato. Drugget riconosce la classe sociale delle sue clienti in base alla loro timidezza; e, quando capisce che non vogliono essere viste, le invita a salire al piano superiore oppure si ritira con loro nel retro del negozio."

### No 17. Expedients of idlers (Espedienti dei fannulloni)
Pubblicato: 5 agosto 1758
Recenti previsioni meteorologiche per la città di Londra si sono rivelate marchiatamente inesatte. Johnson dice che questo è solo un esempio delle follie della Speculazione. Egli afferma che gli scienziati sono veramente dei fannulloni che non vogliono ammettere di essere tali. Coloro che "si divertono solo con la natura inanimata" sono persone inutili ma comunque innocenti, ma quelli che, invece, praticano crudeli esperimenti sugli animali sono "una razza di miserabili". Il resto del saggio si presenta come un'accesa denuncia della vivisezione.
"Tra quelli che non ho mai potuto persuadere a definirsi come fannulloni e che parlano con sdegno del mio dormire fino a tarda mattina e di andar vagabondando la notte, c'è chi passa la giornata a catturare i ragni per poter contare al microscopio quanti occhi hanno; c'è un altro che alza il capo dal microscopio, e mostra il polline di una margherita separato dal fiore, con una destrezza degna dello stesso Antoni van Leeuwenhoek. Alcuni girano la ruota per generare energia elettrica; altri appendono alcuni anelli ad un magnete e scoprono che ciò che hanno fatto ieri possono rifarlo ancora oggi. Alcuni registrano la mutevolezza del vento e muoiono pienamente convinti che il vento è mutevole."

### No 18. Drugget vindicated (Drugget viene difeso)
Pubblicato: sabato, 12 agosto 1758
Un corrispondente scrive per difendere Ned Drugget, la cui "casa di campagna" venne derisa nel saggio No 16. Tutti i piaceri e i diversivi sono frutto di autoinganno.
"Il teatro non è pieno di quelli che conoscono o giudicano l'abilità dell'attore, né la sala da ballo è piena di ballerini o di quelli che solo osservano i ballerini. Noi corriamo verso tutti i luoghi di divertimento, dove è assicurato un piacere standard, con pari ardore, o apparenza di ardore, per ragioni molto diverse. Uno ci va per poter dire che c'è stato, un altro per dire che egli ci va sempre. Questi va per cercare quello che può, mentre quell'altro per scoprire ciò che gli altri trovano. Qualsiasi divertimento costoso è praticato da coloro che desiderano far vedere che sono ricchi; e qualsiasi cosa che, per un puro accidente, diventi alla moda, facilmente conserva questa qualifica, perché tutti si vergognano di dire che non se ne sono interessati."

### No 19. Whirler's character (Il carattere di Whirler)
Pubblicato: sabato, 19 agosto 1758
Secondo una corrente filosofica, la felicità è nel completo riposo, mentre secondo un'altra linea di pensiero si è irresponsabili non contribuendo con il proprio lavoro al bene comune. Johnson ci presenta un grande filosofo di posizione intermerdia, Jack Whirler, "la cui attività lo costringe ad essere sempre in movimento e il suo movimento lo allontana dalla sua attività; lui è quello che ha sempre da fare ciò che non fa mai, è quello che non può stare fermo perché lo vogliono in altro luogo ed è quello che viene cercato in molti luoghi perché non sta mai in nessun luogo."
"Perciò Jack Whirler vive in una perpetua fatica senza ricavarne un vantaggio proporzionato, perché egli non considera il fatto che un uomo non può vedere tutto con i suoi occhi e non può fare tutto con le sue mani; chi è impegnato in molteplici attività, deve delegare ad altri molte trattative e lasciare qualcosa anche alla buona sorte; chi cerca di fare tutto sprecherà la sua vita facendo ben poco."

### No 20. Capture of Louisbourg (La presa di Fort Louisburg)
Pubblicato: sabato, 29 agosto 1758
In seguito alla vittoria degli inglesi sui francesi a Fort Louisbourg, Johnson immagina come gli storici delle due nazioni descriveranno l'evento dopo cento anni.
"Per questo motivo ogni storico scopre il proprio paese; e non è possibile leggere le cronache di grandi eventi, senza augurarsi che la verità prevalga sulla faziosità."

### No 21. Linger's history of listlessness (Storia della svogliatezza di Linger)
Pubblicato: sabato, 2 settembre 1758
Un corrispondente di nome Dick Linger descrive la sua interminabile e vana lotta contro la svogliatezza. È stato nell'esercito, ma lo ha lasciato a causa della noia; si è sposato, ma presto ha trovato noia anche nella vita di coppia; ed ora passa le giornate arrecando noia nelle case degli amici. Lui ha un piano per un "completo emendamento" della propria vita, ma ha continuato a rinviarne l'attuazione per più di venti anni.
"Immagino che chiunque resterebbe scioccato dal sentire con quale frequenza i soldati si augurino di andare in battaglia. Tale desiderio non sempre è sincero; la maggior parte è ben lieta di starsene a letto e di vestire elegante, e fingono un ardore che non provano; ma coloro che lo desiderano veramente non sono spinti né da odio né da patriottismo; essi non agognano corone di alloro, né si dilettano a vedere sangue versato; ma desiderano ardentemente di essere liberati dalla tirannia dell'ozio e restituiti alla dignità di esseri operosi."

### No 22. The vulture (L'avvoltoio)
(Questo saggio venne omesso quando la raccolta The Idler venne pubblicata in un libro. Al suo posto venne inserito il saggio seguente, 22a.)
Pubblicato: 16 settembre 1758
Una femmina di avvoltoio sta istruendo i suoi pulcini prima che lascino il nido. Essa dice loro che di tutti i pezzettini di carne che ha portato per nutrirli, i più gustosi sono quelli di carne umana. I pulcini le chiedono come possa riuscire ad uccidere un uomo che è molto più grande di lei. La madre risponde che non è necessario farlo; gli uomini con regolarità s'incontrano in vasti campi dove si uccidono l'un l'altro in gran numero e lasciano i cadaveri come un banchetto per gli avvoltoi. I pulcini sono stupiti nel sentire che un animale possa uccidere qualcosa che non ha intenzione di mangiare. La madre ripete una teoria secondo la quale gli uomini non sono affatto animali, ma "vegetali dotati di movimento, che, come i rami di una quercia vengono scossi dalla tempesta facendo cadere le ghiande che ingrassano i maiali, così gli uomini sono, da una forza inspiegabile, spinti gli uni contro gli altri fino a che non restano a terra immoti, diventando alimento per gli avvoltoi."
"Gli avvoltoi anziani vi diranno quando osservare questi movimenti. Quando vedete uomini in gran quantità muoversi serrati, come uno stormo di cicogne, potete concludere che la mattanza sta per iniziare e che voi presto gozzoviglierete con sangue umano."

### No 22a. Imprisonment of debtors (Detenzione dei debitori)
(Questo saggio fu stampato per sostituire The Vulture quando la serie venne pubblicata in un libro.)
Un corrispondente critica la prassi di condannare i debitori al carcere, dicendo che molti finiscono in galera per delitti passionali e per violenza, e non certo perché hanno procurato alcun danno reale. Ai creditori deve essere fissato un termine temporale per dimostrare che il debitore ha nascosto i suoi beni. Se nessuna prova può essere addotta, il debitore deve essere rilasciato.
"Il legislatore ha presunto evidentemente che ogni mancato pagamento configuri un reato del debitore. Ma la verità è che il creditore sempre svolge una parte nel rapporto obbligatorio e spesso ancor di più è colpevole di incauta fiducia. Accade raramente che un uomo imprigioni un altro per debiti derivanti da crediti che egli ha concessi in vista di un proprio vantaggio e degli affari in cui egli aveva calcolato il suo profitto in proporzione al rischio calcolato; quindi non c'è ragione che uno punisca la controparte di un contratto su cui entrambi erano d'accordo."

### No 23. Uncertainty of friendship (Incertezza dell'amicizia)
Pubblicato: sabato, 23 settembre 1758
Johnson considera i vari modi in cui un'amicizia può finire, come l'invidia, i sospetti, gli improvvisi disaccordi o il casuale dissolversi del rapporto amicale. L'incontro con un vecchio amico dopo una lunga separazione di solito è deludente: "nessun uomo considera quanto il tempo lo ha mutato, e pochissimi si intrerrogano circa l'effetto che questo mutamento ha sugli altri."
"L'amicizia è spesso distrutta dal contrasto di interessi, non solo dall'interesse enorme e visibile che il desiderio di ricchezza e di forme di grandezza crea ed alimenta, ma dalle migliaia di segrete e lievi forme di competizione, poco conosciute dalla mente su cui esse operano. Non vi è uomo che non abbia una prediletta bagatella che egli valuta più di qualsiasi risultato, un desiderio di minute lodi che egli non ha la pazienza di sopportarne la carenza. Questa ambizione minore a volte è superata prima ancora di rendersene conto e a volte è sconfitta da una sregolata petulanza; ma queste crisi avvengono senza la perdita dell'amicizia; perché chi ha scoperto tale vulnerabilità starà sempre in guardia covando interiormente il risentimento e la vergogna ne precluderà la scoperta."

### No 24. Man does not always think (L'uomo non sempre pensa)
Pubblicato: sabato, 30 settembre 1758
A Johnson non interessa sapere se gli animali pensano, perché è troppo occupato a chiedersi se i propri simili pensano. Una grande porzione dell'umanità passa la vita in uno stato di "stupidità negligente". Johnson conclude che la mancanza di pensiero viene da una mancanza di materiale su cui riflettere.
"È ragionevole credere che il pensiero, come ogni altra cosa, abbia le sue cause ed effetti; che debba derivare da qualcosa di conosciuto, di fatto o subito; e debba produrre una certa azione o evento. Ma purtroppo è grande il numero di coloro nelle cui menti nessuna fonte di pensiero è mai sgorgata, nella cui vita mai una conseguenza di pensiero si è scoperta; che non hanno imparato nulla su cui poter riflettere; che non hanno né visto né sentito qualche cosa che potrebbe lasciare una traccia nella memoria; che non prevedono né desiderano un qualsiasi cambiamento della loro condizione, e non hanno pertanto paura, speranza, né progettazione, e tuttavia si suppone che siano esseri pensanti ".

### No 25. New actors on the stage (Nuovi attori sul palcoscenico)
Pubblicato: sabato, 7 ottobre 1758
Un corrispondente intercede per i giovani attori suggerendo di invitare i critici teatrali a tener conto del nervosismo e dell'inesperienza di chi calca da poco le scene. Johnson estende l'appello comprendendo anche i giovani poeti e quindi i giovani in generale.
"Non c'è nulla per cui una tale gran numero si senta qualificato per una esibizione teatrale. Ogni essere umano ha un modo di muoversi che è grazioso per i propri occhi, una voce musicale per il proprio orecchio e una sensibilità naturale che gli proibisce di riconoscere che ogni altro seno possa eccellere. Un'arte in cui un tale gran numero si ritiene eccellente e che il pubblico elogia generosamente, susciterà molti concorrenti e molti tentativi comportano molti fallimenti."

### No 26. Betty Broom's history (La storia di Betty Broom)
Pubblicato: sabato, 14 ottobre 1758
Betty Broom, una sguattera, racconta la sua triste storia. Ha studiato per alcuni anni, con buoni risultati, presso un istituto di beneficenza. Tuttavia, il principale benefattore della scuola interruppe le sue donazioni, motivando la decisione con il fatto che, facendo istruire i poveri, diventa sempre più difficile per i ricchi trovare servitori. La scuola chiuse i battenti e Betty fu invitata a trovarsi un'occupazione. In un primo momento lavorò presso la famiglia di un ricco orologiaio, ma questi sperperavano i loro soldi in ricevimenti tanto da non poter pagare la servitù. Betty, quindi, fu assunta da un cappellaio e da sua moglie, che avevano degli orari così strampalati che la poverina non aveva la possibilità di dormire. Il suo successivo datore di lavoro aveva sei figli e le ordinò di permettere loro tutto, ma non potendo accontentare tutti e sei i bambini nello stesso momento, venne licenziata. Infine andò a lavorare in un negozio di biancheria. La moglie del proprietario sottrasse del denaro al marito e incolpò del fatto Betty, quando si scoprì l'ammanco. Betty promette di completare la storia in un altro momento e chiede a The Idler di dirle "perché nei posti dove ho lavorato, tranne forse nell'ultimo, non mi è stato riconosciuta la capacità di scrivere e leggere."
"Infine la prima tra i nostri abbonati, dopo aver trascorso l'inverno a Londra, rientrò tutta presa da una idea nuova e strana per il paese. Riteneva poco meno che criminale insegnare alle ragazze povere a leggere e scrivere. Chi nasce in povertà, disse, nasce per vivere da ignorante e meno sa, più lavora. Disse ai suoi amici che Londra era in subbuglio a causa dell'insolenza della servitù; difficilmente si riusciva a trovare una ragazzotta a tempo pieno perché l'istruzione ha creato una gran quantità di belle damine; nessuna di queste, oggi, accetterebbe una qualifica inferiore a cameriera personale o a qualcosa che le consenta di calzare stivaletti allacciati e indossare abiti volants, e di potersi sedere per cucire dietro la finestra del salotto. Comunque, per quanto la riguarda, ha deciso di non viziare altre ragazze; quelle che vivono del proprio lavoro non devono né leggere né scrivere a sue spese; il mondo va già abbastanza male e lei non vuole renderlo peggiore."

### No 27. Power of habits (Forza delle abitudini)
Pubblicato: sabato, 21 ottobre 1758
La maggior parte delle persone che decidono di cambiare le loro abitudini non vi riesce, ma ciò non li dissuade dal provarci ancora e ancora. Quando qualcuno infine vi riesce, state pur certi che vi è stato costretto. Johnson consiglia i suoi lettori di non assumere cattive abitudini dal momento che in seguito è difficile liberarsene.
"Questo consiglio viene di solito dato con gran serietà e spesso accolto con apparente convincimento; ma, come ben pochi riescono a cercare nel profondo del loro cuore senza incontrare ciò che desiderano nascondere a se stessi, quasi ogni uomo continua a coltivare tale sgradevole conoscenza, ma stende di nuovo il velo tra gli occhi e il suo cuore, lascia le sue passioni e voglie così come le ha trovate e consiglia gli altri a guardare dentro se stessi."

### No 28. Wedding-day. Grocer's wife. Chairman (Il giorno delle nozze. La moglie del droghiere. Il portantino)
Pubblicato: sabato, 28 ottobre 1758
Questa voce inizia con le risposte a due pubblicazioni precedenti. Timothy Mushroom spiega come egli fosse determinato a non mettere l'annuncio del suo matrimonio sui giornali(vedi No 12), ma fu costretto a farlo su insistenza della famiglia della sposa. Poi, la signora Treacle, la moglie del droghiere (vedi No 14), scrive per raccontare la sua versione della storia. Suo marito ha acquistato il negozio usando la sua dote, non perde occasione per recarsi in birreria e sperperare i soldi a birilli. Lei è costretta a gironzolare nei pressi del negozio proprio per controllare se lui è al lavoro e lo porta fuori la domenica in modo che non passi la giornata in modo licenzioso. A conclusione, un portantino reclama di essere pagato in base al peso delle persone che trasporta.
"È molto facile per chi se ne sta in panciolle a casa e non ha nessuno da soddisfare se non se stesso, ridicolizzare o criticare le quotidiane abitudini umane; e quelli che non sono tentati di infrangere le regole di correttezza, possono applaudire il loro giudizio, e congratularsi con se stessi, ma lasciare che l'autore o i suoi lettori si immergano nei fatti della vita comune, comporta di trovarsi irresistibilmente portati via dalla corrente delle consuetudini, e, dopo aver riso degli altri, dover consentire agli altri pari opportunità di ridere di loro".

### No 30. Corruption of news-writers (Corruzione fra i giornalisti)
Pubblicato: Saturday, 11 novembre 1758
Affermando che "il danaro e il tempo sono i fardelli più pesanti della vita, e che i più infelici fra i mortali sono quelli che ne hanno di più dell'uno e dell'altro e non sanno come usarli", Johnson elogia coloro che passano la vita a inventare nuovi divertimenti per i ricchi e i fannulloni. Fra questi inventori spiccano i giornalisti, dei quali si è avuta una inflazione negli ultimi anni. Johnson identifica in un giornalista come qualità necessarie "la faccia di bronzo e il disinteresse per la verità", e afferma che in tempo di guerra si ha la migliore opportunità per esercitare tali qualità.
"Fra le calamità della guerra può essere giustamente enumerata la diminuzione dell'amore per la verità, a causa delle falsità che l'interesse impone e la credulità incoraggia. La pace lascerà privi di occupazione sia il guerriero che il corrispondente di guerra; e francamente non so se siano più da temere delle strade piene di soldataglia abituata al saccheggio oppure dei solai pieni di scribacchini usi alla menzogna."

### No 31. Disguises of idleness. Sober's character (Travestimenti della fannullagine. Il carattere di Sober)
Pubblicato: sabato, 18 novembre 1758
Johnson parla delle molteplici forme che la fannullagine può assumere. Vi sono fannulloni orgogliosi della propria condizione e ve ne sono di quelli che mascherano la loro fannullagine con un inutile darsi da fare. Vi sono quelli tutti presi ad elaborare piani di cui non verranno mai a capo. Poi vi sono quelli che preferiscono "riempire la giornata con attività di poco conto, avere sempre qualcosa fra le mani che possa suscitare curiosità negli altri, ma non impegno nel possessore e tenere la mente sveglia ma non pronta al lavoro." L'esemplare di questo tipo è il signor Sober. Pieno di idee ma troppo pigro per realizzarle, si distrae con la conversazione e i passatempi.
Hester Thrale scrisse nelle sue Miscellanies che questo saggio era "da intendere come il suo [di Johnson] ritratto".
"Sober è un uomo di grandi desideri e rapide inventive, bilanciati con precisione dall'amore per la semplicità, e che a volte possono stimolarlo ad una impresa difficile; comunque, esercitano così tanta forza da non sopportare che lui se ne stia a riposo; e se non lo rendono abbastanza utile agli altri, lo fanno sentire almeno stanco di se stesso."

### No 32. On Sleep (Sul sonno)
Pubblicato: sabato, 25 novembre 1758
Johnson analizza la forza del sonno, che proviene da una fonte sconosciuta, vince tutti allo stesso modo e fornisce una via di fuga dalle battaglie della vita. Molta gente, non accontentandosi dell'oblio fornito dal sonno, ricorre a dei surrogati del sonno come l'ubriachezza, il fantasticare e il vivere in compagnia.
"Tutte le forme di invidia sparirebbero, se fosse universalmente noto che non c'è nessuno da invidiare, e certamente non sono da invidiare coloro che sono insoddisfatti di se stessi. Vi è motivo di sospettare che le distinzioni nel genere umano sono più apparenza che sostanza, quando si constata che tutti sono d'accordo sul fatto di essere stanchi di piaceri ed attenzioni; e che il potente e il debole, il famoso e lo sconosciuto, sono uniti da un comune desiderio ed implorano dalla mano della natura il nettare dell'oblio."

### No 33. Journal of a fellow of a college (Diario di un universitario)
(Questo saggio è di Thomas Warton)
Pubblicato: sabato, 2 dicembre 1758
Un corrispondente presenta il diario di un senior fellow dell'Università di Cambridge, una dettagliata cronaca di fannullagine, di gozzoviglie e di meschini reclami. Warton risponde con una difesa di Oxford e Cambridge. Il "genio del luogo" ispira gli studenti a grandi risultati e le università mantengono virtuosi gli studenti "escludendo ogni occasione di vizio".
"Ore dodici. Vestito. Fatto un giretto su per piana del pescivendolo. Incontrato signor H. e andati insieme al Peterhouse College. Il cuoco ci ha fatto aspettare trentasei minuti oltre il previsto. La compagnia, alcuni dei miei amici dell'Emmanuel College. Per cena, un paio di sogliole, una coscia di maiale e piselli, tra le altre cose. Memo: il pasticcio di piselli non cotto abbastanza. In mia presenza cuoco rimproverato e costretto a pagare da bere."

### No 34. Punch and conversation compared (Paragone fra un punch e una conversazione)
Pubblicato: sabato, 9 dicembre 1758
Dopo una discussione su analogie e metafore, Johnson paragona gli ingredienti di un buon punch con quelli di una piacevole conversazione. Egli equipara alcool con arguzia, succo di limone con ironia, zucchero con adulazione e acqua con la "chiacchiera facile". Gli ingredienti devono essere miscelati nelle giuste proporzioni per creare un prodotto finale gradevole.
"Lui sarà soddisfatto soltanto di chi, moderando l'asprezza della satira con lo zucchero della buona educazione e placando il bollente spirito con la freschezza di una umile chiacchierata, può creare il vero punch della conversazione; e, come quel punch può essere bevuto in gran quantità avendo in proporzione molta acqua, così sarà spessissimo il benvenuto quel compagno la cui conversazione scorre con copiosità inoffensiva e non invidiabile banalità."

### No 35. Auction-hunter described and ridiculed (Descrizione e presa in giro di una cacciatrice di occasioni)
Pubblicato: sabato, 16 dicembre 1758
Un marito si lamenta che sua moglie è sempre alla ricerca di buoni affari alle aste, pur essendo la casa ormai stracolma dei suoi acquisti. La moglie è anche solita acquistare carne all'ingrosso e la conserva sotto sale, questo per non pagare ad un prezzo più alto la carne fresca. Non sapendo più a che santo votarsi, il marito decide di indire un'asta in casa sua per liberarsi di tutta quella cianfrusaglia.
"Io sono l'infelice marito di un acquirente di occasioni. Mia moglie ha sentito dire, da qualche parte, che una brava massaia non deve mai compare qualcosa quando è molto richiesta. Questa massima è spesso sulle sue labbra e sempre nella sua testa. Lei non è uno di quei saccenti chiacchieroni che fanno ipotesi senza un riscontro pratico e imparano aforismi solo per il piacere di ripeterli: lei sempre aggiunge qualcosa a quanto già accumulato, lei non guarda mai nella bottega di un sensale, ma lei scruta qualcosa di cui può averne bisogno qualche volta, ed è impossibile farle passare la porta di un locale dove sa che si vende merce all'asta."

### No 36. The terrific diction ridiculed (Presa in giro dello stile pomposo)
Pubblicato: 23 dicembre 1758
Johnson identifica un nuovo tipo di linguaggio pomposo: lo stile "terrificante", noto anche come lo stile "repellente" o "babau": "mediante il quale le più lampanti verità vengono rese vaghe al punto da non essere più comprese e le proposizioni più semplici vengono così camuffate da non essere più riconosciute." Johnson ricorda che un "esempio famoso" di questo stile è fornito da una popolare opera filosofica, Letters Concerning Mind.
"Una madre insegna al bambino che 'due più due fa quattro', il bambino ricorderà questa affermazione e sarà in grado di far di conto ogni volta che gli servirà, finché il corso degli studi lo porterà a conoscere i filosofi, che lo allontaneranno da quanto prima sapeva, dicendogli, che quattro è un insieme di unità, che tutti i numeri sono solo la ripetizione di una unità, che, pur non essendo essa stessa un numero, è l'origine, la radice di tutti i numeri, 'quattro' è il nome assegnato ad una certa quantità di tali ripetizioni. L'unico pericolo è che, appena sente questi terribili toni, per paura l'allievo fugga via; se ha, invece, il coraggio di restare fino alla fine, egli scoprirà, quando la speculazione è giunta al suo culmine, che due più due fa sempre quattro."

### No 37. Useful things easy of attainment (Le cose utili sono facili da raggiungere)
Pubblicato: sabato, 30 dicembre 1758
Johnson dice che la gente consegue in modo copioso e facile solo le cose di cui ha realmente bisogno. Invece, le persone trovano difficoltà solo quando si battono per cose fuori dalla loro portata.
"Perciò l'abbondanza è la causa prima di molti dei nostri bisogni; ed anche la povertà, che è così frequente e luttuosa nelle nazioni civili, procede spesso da quei cambiamenti di modi che la ricchezza ha prodotto. La natura ci rende poveri solo quando vogliamo le prime necessità; ma la moda dà il nome di povertà alla mancanza del superfluo."

### No 38. Cruelty shown to debtors in prison (Crudeltà verso i prigionieri per debiti)
Pubblicato: sabato, 6 gennaio 1759
Johnson commenta la notizia riportata su di un quotidiano secondo cui in Inghilterra sono detenuti 20.000 debitori — cioè, uno ogni 300 abitanti. Egli stima per l'economia una perdita di 300.000 sterline all'anno, per non parlare della sofferenza inflitta ai parenti dei detenuti. Johnson sostiene che le condizioni di vita sono così cattive che uno su cinque dei prigionieri muore in carcere e, inoltre, la detenzione è terreno fertile per ulteriori reati.
In una nota alla edizione del 1761, Johnson scrisse che il numero di debitori riportato nel saggio originale "...fu a quel tempo pubblicato con la convinzione che fosse esatto, ma l'autore sin da allora ha avuto motivo di dubitare di quel calcolo".
"Le istituzioni monastiche sono state spesso accusate di essere un freno alla crescita del genere umano. Forse, il ritiro dalla vita attiva dovrebbe essere raramente consentito, salvo che per coloro il cui impiego è di tipo intellettuale, e che, benché solitari, non saranno inattivi; o per coloro la cui cattiva salute li rende inservibili per la comunità, o anche per coloro che hanno fatto il loro dovere e che, avendo vissuto al servizio degli altri, possono essere onorevolmente messi in pensione per godersi la propria vita. Ma qualunque sia il male o la follia di questi ritiri, essi non hanno alcun diritto di biasimare coloro le cui carceri sono più affollate dei monasteri in altri paesi. Sicuramente, è meno stupido e meno criminale consentire l'inerzia che imporla; assecondare opinioni dubbie di felicità, piuttosto che condannare a miseria certa ed evidente; indulgere alle stravaganze di una falsa pietà piuttosto che moltiplicare e rafforzare le tentazioni di malvagità."

### No 39. The various uses of the bracelet (I vari usi del braccialetto)
Pubblicato: sabato, 13 gennaio 1759
Tra le donne inglesi vanno di moda i braccialetti recanti immagini del marito e dei figli di colei che l'indossa. Un corrispondente suggerisce alcune variazioni sul tema. Le donne potrebbero indossare un simbolo che indichi la loro professione, il passatempo preferito o la posizione sociale. Oppure potrebbero indossare un piccolo specchio, quale "perenne fonte di gioia". Allo stesso modo, i soldati potrebbero indossare della bigiotteria per ricordare loro le sconfitte oppure le ignominiose vittorie.
"Eppure io non so se sia nell'interesse del marito sollecitare un posto sul braccialetto. Se la sua immagine non è racchiusa nel cuore della moglie, serve a ben poco stare appeso al polso di lei. L'immagine del marito racchiusa fra diamanti e rubini può suscitare considerazione ma non certo amore. Colui che si crede certo della fedeltà della moglie dovrebbe temere di annoiarla con un'assillante presenza. La gioia della vita è nella varietà; il più tenero amore richiede di essere rinnovato grazie a intervalli di assenza; la Fedeltà della moglie diminuirà se il suo sguardo passerà sempre e solo da lui al suo ritratto e viceversa."

### No 40. The art of advertising exemplified (L'arte dell'annuncio pubblicitario)
Pubblicato: sabato, 20 gennaio 1759
I giornali sono ormai così tanto pieni di pubblicità che gli inserzionisti devono ricorrere a sempre più bizzarri stratagemmi per farsi notare. Johnson riporta vari importanti esempi dell'epoca. Egli decisamente suggerisce agli inserzionisti di stilare l'annuncio pensando al giudizio dei posteri: "Quando queste raccolte saranno lette nei secoli futuri, in che modo saranno riconciliate le innumerevoli contraddizioni? e come verrà assegnata la notorietà fra sarti e bustaie dell'età presente?"
"Una promessa, una generosa promessa, è l'anima di un annuncio. Mi ricordo di una 'saponetta' dalla meravigliosa qualità - consentiva una 'morbida rasatura'. Ci sono oggi in commercio 'solo per contanti' dei 'piumini come copriletto ripieni di piume d'oca, certamente superiori a quelli che chiamano piumini di lontra', e che presentano 'tante superiori qualità da non avere qui tempo e spazio per spiegarle'. Di una di queste qualità siamo a conoscenza - il piumino 'è più caldo di quattro o cinque coperte messe assieme ed è più leggero di una sola'. Ci sono alcuni, tuttavia, che conoscono bene il pregiudizio del genere umano verso la sommessa verità. Il venditore della 'lozione abbellente' offre un prodotto che elimina i brufoli, lava via le lentiggini, leviga la pelle e rimpolpa il viso; ma tuttavia, preso da orrore per la simulazione, confessa che il prodotto non 'ridarà l'incarnato di una quindicenne ad una signora cinquantenne."

### No 41. Serious reflections on the death of a friend (Una seria riflessione sulla morte di un amico)
Pubblicato: sabato, 27 gennaio 1759
Un conoscente di Johnson è morto all'improvviso, la notizia lascia lo scrittore con un senso "di vuoto e di orrore". Egli riflette sull'inevitabile caro prezzo che si paga sopravvivendo alle persone care e si augura che dopo la morte continui "il legame fra le anime". Non trovando alcun conforto in Epicuro o Zenone, si rivolge ai Vangeli: "La filosofia può infondere tenacia ma solo la Religione può dare sopportazione."
L'edizione Yale di The Idler rivela che la morte di cui Johnson scriveva era quella di sua madre che morì il 20 o il 21 gennaio 1759.
"Nulla è più evidente dell'avanzare della età che termina con la morte; eppure non c'è uomo, dice Tully, che non creda di poter vivere ancora un altro anno; e non vi è nessuno che, in base allo stesso principio, non speri in un altro anno di vita per i suoi genitori o un suo amico: ma la fallacia è proprio nello scorrere del tempo; l'ultimo anno, l'ultimo giorno per forza arrivano. Ma come arrivano, così passano. La vita che ha reso piacevole la mia esistenza giunge alla fine e le porte della morte sbarrano ogni mia prospettiva."

### No 42. Perdita's complaint of her father (Perdita si lamenta di suo padre)
Pubblicato: sabato, 3 febbraio 1759
(scritto di incerta attribuzione)
L'autrice descrive come suo padre abbia distrutto la sua reputazione. Essendo dotata di bellezza, il padre le ha permesso solo un minimo di istruzione e insiste nel presentarla in giro nella speranza che trovi un ricco marito. Purtroppo il padre riempie la sua casa di "ubriachi, attaccabrighe e miscredenti", sicché sua figlia non è più accolta nella buona società.
"È opinione comune, egli stesso ne deve essere a conoscenza, che i vizi, come le malattie, sono spesso ereditarie e che la proprietà dei primi è quella di contaminare i modi, mentre le seconde avvelenano le sorgenti della vita."

### No 43. Monitions on the flight of time (Monito circa il tempo che fugge)
Pubblicato: sabato, 10 febbraio 1759
Johnson dice che i promemoria del passare del tempo visibili in natura non dovrebbero indurci a rinviare al domani:"Colui che desidera la felicità degli altri si affretti a dare, così da provar piacere del dono fatto, e ricordi che ogni momento di ritardo fa diminuire il valore della sua beneficenza." Troppo spesso, tuttavia, questo avvertimento è dato invano.
"Siamo così poco abituati a considerare gli effetti del tempo, che le cose necessarie e certe a volte ci sorprendono come contingenze impreviste. Lasciamo una bellezza appena sbocciata e, dopo un'assenza di venti anni, ci meravigliamo, al nostro ritorno, di trovarla sfiorita. Incontriamo quelli che abbiamo lasciato ancora bambini, e difficilmente possiamo convincerci di trattarli come uomini. Il viaggiatore in età avanzata visita quei paesi attraverso i quali era passato da giovane, e spera di riprovare la stessa allegria di una volta. L'uomo d'affari, stanco per i risultati insoddisfacenti, si ritira nella sua città natale, e si aspetta di trascorrere gli ultimi anni con i compagni della sua infanzia, e recuperare la giovinezza nei luoghi dove era stato da giovane."

### No 44. The use of memory considered (Considerazione sull'uso della memoria)
Pubblicato: sabato, 17 febbraio 1759
Johnson elogia la memoria, senza la quale nessun'altra forma di pensiero sarebbe possibile. Ci sono due fasi della memoria nella vita di una persona: raccolta dei ricordi e richiamo dei ricordi. La prima fase è di gran lunga la più piacevole. Richiamare i ricordi, invece, ha sempre un gusto agrodolce, dal momento che "il bene e il male sono collegati tra loro e ogni piacere non ritorna alla mente se non associato ad un dolore".
"Gran parte del piacere che ci offre la prima esplorazione del mondo, si esaurisce prima ancora di essere consapevoli della nostra felicità o in grado di confrontare la nostra condizione con qualche altra possibile situazione. Abbiamo, quindi, poche tracce della gioia delle nostre prime scoperte, eppure tutti noi ricordiamo un tempo, quando la natura aveva ancora tante soddisfazioni riservate per noi, in cui ogni escursione ci procurava una gioia, che ormai non si prova più, quando lo scroscio di un torrente, il fruscio di un bosco, il canto degli uccelli, o il ruzzare degli agnelli, avevano il potere di attirare l'attenzione e di sospendere ogni percezione dello scorrere del tempo."

### No 45. On painting. Portraits defended (Sulla pittura. Perorazione della ritrattistica)
Pubblicato: sabato, 24 febbraio 1759
Alcuni critici hanno attribuito all'egocentrismo degli inglesi la loro preferenza per i ritratti rispetto agli altri generi di pittura. Johnson, al contrario, dice che tale preferenza nasce dall'affetto per gli altri. Tuttavia, egli ritiene che dovrebbero essere incoraggiate anche altre forme di pittura e si augura che un premio recentemente bandito per il miglior dipinto storico produca buoni risultati. Egli considera diversi soggetti possibili per un tale dipinto e, alla fine, decide che sarebbe meglio ritrarre lo scioglimento del Parlamento da parte di Oliver Cromwell.
"Il genio viene principalmente esercitato nelle raffigurazioni storiche; l'arte del ritrattista spesso si perde per l'anonimato del soggetto dipinto. Ma come è nella vita, così è nella pittura ; ciò che è più grande non sempre è il migliore. Io sarei addolorato nel :"vedere l'arte di Reynolds utilizzata per rappresentare eroi e dee, vuoti splendori e storie irreali, quell'arte che oggi è utilizzata per diffondere l'amicizia, far rivivere la tenerezza, perpetuare gli affetti degli assenti e far perdurare la presenza di chi non c'è più."

### No 46. Molly Quick's complaint of her mistress (Molly Quick si lamenta della sua padrona)
Pubblicato: sabato, 3 marzo 1759
Molly Quick è la cameriera personale di una gran dama. nonostante la sua padrona la tratti gentilmente e le passi i suoi vestiti più belli, ella ha un'abitudine che esaspera Molly: "Non impartisce mai ordini in modo chiaro, perché lei vuole che la ragazza sia pronta a cogliere il minimo cenno".
"Solo con degli esempi è possibile avere una idea di questo modo di comportarsi. Una notte, mentre lei era seduta a scrivere lettere fino a che giungeva l'ora di essere vestita, mi disse 'Molly, le signore sono tutte a Corte questa notte in bianchi grembiuli.' Quando lei vuol dire che io devo mandarle a chiamare la portantina, mi dice, 'Credo che le strade siano pulite, posso azzardarmi ad uscire.' Quando vuole che qualcosa sia messa a posto, lei mi ordina 'posalo a terra.' Se lei vuole che io spenga le candele, mi chiede 'pensi che io abbia gli occhi di un gatto?' Se pensa che la sua tazza di cioccolato stia ritardando, allora parla del 'beneficio dell'astinenza.' Se un qualche lavoro di cucito viene lasciato in giro per casa, lei subito pensa a 'quella signora che è morta per essersi punta il dito con un ago."

### No 47. Deborah Ginger's account of city-wits (Deborah Ginger parla dei belli ingegni della città)
Pubblicato: 10 marzo 1759
Deborah Ginger, moglie di un "bel ingegno", scrive disperata: suo marito era una volta un commerciante di successo, ma da quando ha scoperto il teatro, disdegna i suoi affari e passa tutto il tempo a guardar spettacoli o a scriverne di propri.
"Con questo tipo di vita il nostro credito come operatori commerciali è nettamente diminuito e non posso fare a meno di sospettare che la fama di mio marito come uomo di ingegno non sia molto aumentata, perché egli sembra essere sempre più l'ultima ruota del carro e si trattiene dall'esporre la sua opinione fino a che tutti hanno detto la loro. Quando era nel suo negozio, era sempre vivace, attivo e giocoso, come un uomo che sa quel che vuole e non teme di guardare in faccia la gente; ma tra la gente di spirito e pronta alla critica lui è quello timoroso e impacciato, e tiene il capo abbassato quando è alla propria mensa. Gentile Direttore, se potete, convincetelo a tornare di nuovo nel suo ambiente naturale. Ditegli che il bel ingegno non lo renderà ricco, ma che vi sono posti in cui la ricchezza crea un bel ingegno."

### No 48. The bustle of idleness described and ridiculed (L'operoso fannullone)
Pubblicato: sabato, 17 marzo 1759
Johnson torna sul tema di coloro che mascherano la loro fannullagine correndo qua e là senza meta. Egli ne considera due tipi: quelli che simulano un interesse per la politica e quelli che fingono di imparare.
"Dato che le relazioni politiche sono fra le più impegnative e importanti faccende temporali, la mimica di un politico è molto più variegata e significativa di un qualunque altro perdigiorno. 'Monsieur le Noir', un uomo che, pur privo di proprietà o di notorietà in ogni angolo della terra, ha dichiarato, pur nell'attuale confusione mondiale, di essere un fedele seguace della politica francese, è reso infelice da un vento che impedisce la partenza di una nave ed è reso ancor più infelice di un corsaro delle Malvine catturato in navigazione; egli sa bene che nulla può essere fatto o detto da lui che produca un effetto diverso da risate di scherno, e che non può né affrettare né ritardare il bene o il male e che a stento ha dei partecipi alle sue gioie e ai suoi dispiaceri; eppure tale è il suo zelo, e la sua curiosità, che andrebbe a piedi nudi a Gravesend, al fine di sapere per primo che gli inglesi avevano perso un battello, ed egli avrebbe superato i flutti per andare a ritirare la corrispondenza, se gli fosse stato permesso di aprirla."

### No 49. Marvel's journey narrated (Un viaggio secondo Marvel)
Pubblicato: sabato, 24 marzo 1759
Johnson racconta la storia di una visita nel Devonshire fatta dal suo amico Will Marvel. Secondo Marvel, è stato un viaggio drammatico e pieno di pericoli. Il viaggio iniziò sotto la pioggia, anche se era stato previsto bel tempo. Durante il secondo giorno di viaggio percorse una strada piena di pozzanghere e al terzo giorno si sentì solo e annoiato. Durante il quarto giorno si viaggiò fin dopo il tramonto e poi si dovette aspettare a lungo prima che si presentasse qualcuno addetto alla barriera del pedaggio. Tali avversità continuarono per tutta la durata del viaggio.
"Marvel dipinge a fosche tinte le sue avventure di viaggio. Egli è solito usare frasi altisonanti e figure iperboliche, al punto di aver perso la capacità di una vera descrizione dei fatti. Su di una strada percorsa da carri pesantissimi e che il portalettere percorre giorno e notte, egli immagina di imbattersi in disagi simili a quelli che si incontrano nelle lande desolate della Siberia e in tutta questa romanzesca pericolosità mancano solo un gigante ed un drago. Se la sua terribile storia venisse narrata in termini corretti, tutto si ridurrebbe ad una strada fangosa per la stagione invernale e ad un viaggiatore che ha sperimentato le ordinarie vicende di un alternarsi di sole e pioggia."

### No 50. Marvel's journey paralleled (Un paragone con il viaggio di Marvel)
Pubblicato: sabato, 31 marzo 1759
Johnson sostiene che, in realtà, tutte le persone sono sensibili al tipo di esagerazione manifestata da Marvel. Esagerare le cose piacevoli è perdonabile, ma non lo è l'esagerazione degli avvenimenti spiacevoli.
"Nello stato attuale del mondo un uomo può passare attraverso le sette shakespeariane fasi della vita e non incontrare alcunché di meraviglioso o di strano. Ma tale è l'attenzione che l'uomo rivolge verso se stesso, che è ordinario e di poca cura ciò di cui siamo osservatori, mentre diviene straordinario ciò di cui siamo protagonisti."

### No 51. Domestick greatness unattainable (L'irraggiungibile grandezza fra le mura domestiche)
Pubblicato: sabato, 7 aprile 1759
Johnson dice che nessun uomo è considerato grande fra le mura domestiche, però può apparire illustre agli occhi del mondo esterno. Le persone sono in grado di mostrare grandi capacità solo in situazioni straordinarie.
"Ma così va il mondo che gran parte della vita è trascorsa allo stesso modo dal saggio e dallo stolto, dal famoso e dall'umile. Gli uomini, comunque famosi per azioni o per qualità intrinseche, hanno tutti gli stessi bisogni, le stesse pene, e, per quanto si tenga conto delle sensibilità di ognuno, gli stessi piaceri. Le minute preoccupazioni e i minuti doveri sono gli stessi per ogni livello di comprensione ed ogni ora porta con sé occasioni in cui tutti noi ci riduciamo allo stesso livello. Siamo tutti nudi finché non ci vestiamo e siamo tutti affamati finché non mangiamo; il trionfo del generale e la disputa del saggio terminano, come gli umili lavori del fabbro o del contadino, con una cena o una dormita."

### No 52. Self-denial necessary (Necessità dell'abnegazione)
Pubblicato: sabato, 14 aprile 1759
Johnson sostiene che l'abnegazione, sebbene sia stata portata a degli estremi ridicoli da parte di alcune sette religiose, è ancora necessaria.
"Rifiutare in modo tempestivo e inflessibile è l'unico mezzo per tenere sotto controllo l'importuno desiderio e per e per preservare tranquillità e innocenza. A volte bisogna rifiutare anche le più innocenti gratificazioni; colui che asseconda tutti i desideri leciti sicuramente perderà il controllo di se stesso, e, col tempo, o assoggetterà la sua ragione ai suoi desideri, ritenendoli tutti leciti, oppure congederà la sua ragione definendola fastidiosa e importuna e deciderà di cogliere al volo tutto ciò che vuole, senza chiedersi se sia giusto o sbagliato."

### No 53. Mischiefs of good company (I danni della bella società)
Pubblicato: sabato, 24 aprile 1759
Un marito si lamenta che la moglie insista nel mantenere rapporti con la "bella società" — cioè, la società dei ricchi e nobili. Dopo che lei ha cercato senza successo per un certo periodo di intrufolarsi fra di loro, è riuscita a farsi accettare da alcuni degli esemplari meno edificanti dell'aristocrazia e da quel momento ha iniziato a salire nella scala sociale. Lei ora non parla d'altro che dei suoi nuovi conoscenti, imita completamente il loro comportamento e ha voltato le spalle ai suoi amici.
"A tutto questo disagio si aggiunga che la spesa non vale l'impresa e che la megalomania è priva di onorificenze; lei abbandona le case dove potrebbe essere corteggiata e frequenta quelle dove invece è solo tollerata; i suoi pari diventano ogni giorno suoi nemici, mentre quelli di rango superiore non diverranno mai suoi amici."

### No 54. Mrs Savecharges' complaint (Una lagnanza della signora Savecharges)
Pubblicato: sabato, 28 aprile 1759
(L'autore di questo scritto è incerto)
Sukey Savecharges, maritata da sei mesi, scrive per una consulenza legale. Nel loro contratto matrimoniale, suo marito ha promesso di comprarle una carrozza. Dopo essere convolati a nozze, egli ha cercato di dissuaderla, dicendo che sarebbe troppo costoso mantenere una carrozza. Quando lei si rifiutò di cedere, il marito le comprò la carrozza ma pretese che i cavalli li pagasse la moglie. Sukey chiede come poter far includere nel contratto anche due cavalli.
"Ecco, anche se sono convinta che di una parte del denaro che mi passa mio marito potrei fare un uso peggiore di quello di indirizzare la mia generosità a sostegno di una così utile parte del creato; eppure, da autentica donna inglese, io sono così ferma a difesa dei miei diritti e privilegi ed inoltre sono una così buona amica degli uomini di legge, che io faccio solenne dichiarazione, signor Idler, docilmente prima di abbandonare il punto e prima che si cavilli sul mio diritto, che riceverò il denaro che mi passa mio marito con una mano e pagherò lor signori con l'altra; a condizione che voi, o, che è la stessa cosa, i miei fiduciari, mi incoraggiate a fare causa al mio caro maritino dalle braccine corte."

### No 55. Authors' mortifications (Mortificazioni di un autore)
Pubblicato: sabato, 5 maggio 1759
Un autore descrive come abbia trascorso otto anni di ricerche per scrivere un libro di storia naturale. In un primo momento ha letto ai suoi amici parti del suo lavoro in corso, ma venne scoraggiato dalle loro critiche. Completò il lavoro in segreto e si apprestò all'aspra lotta per i diritti con gli editori, ma non trovò altro che indifferenza. Il suo libro non è stato ancora stampato ed è stato accusato di aggressione ad un editore. Egli è convinto che sia stato vittima di una congiura dei suoi amici e chiede come dovrebbe comportarsi.
"Ho preso alloggio vicino alla sede della Royal Society ed ho aspettato ogni mattina di poter far visita al suo presidente. Nell'attesa, passeggiando nel Parco, mi chiedevo se avessi mai sentito parlare di questo grande naturalista. Infine, ho fatto visita ad un conte e gli ho parlato del mio lavoro: egli mi ha risposto che aveva preso l'impegno di mai sottoscrivere alcunché. Mi arrabbiai per il rifiuto ricevuto di una cosa che non era mia intenzione chiedere e per non aver potuto esporre il mio progetto per renderlo immortale. Il giorno dopo mi recai da un altro, e, scottato dall'ultimo affronto subito, gli offrii la possibilità di aggiungere il suo nome sulla copertina del mio nuovo libro. Egli disse, con freddezza, che 'per lui queste erano cose incomprensibili'; un altro riteneva che 'già c'erano troppi libri in giro'; ed un altro ancora 'mi rimandò alle calende greche'."

### No 56. Virtuosos whimsical (Gli stravaganti collezionisti)
Pubblicato: sabato, 12 maggio 1759
Johnson prende in giro il comportamento dei collezionisti ad un'asta e valuta il pro e il contro del collezionismo. Da un lato, il collezionismo "riempie la mente di insignificanti ambizioni"; dall'altro esso "riporta all'attenzione pubblica molti oggetti che altrimenti sarebbero rimasti nell'ombra, e, indirizzando i pensieri sui piaceri intellettuali, si oppone al predominio della sensualità."
"Il principiante spesso si meraviglia nel vedere come delle piccole ed insignificanti variazioni possano aumentare o diminuire il valore di un oggetto. Un giro irregolare su di una conchiglia turbinata, che passa inosservato agli occhi del profano, farà triplicare dieci volte il suo prezzo nella fantasia degli specialisti. Il bello agisce sulla mente dei collezionisti in modo del tutto diverso da come agisce sulle menti della gente incolta, anche nei casi in cui la bellezza si potrebbe ritenere come la sola qualità che possa meritare la dovuta attenzione. Fra le conchiglie preferite per la varietà dei colori, se capita di trovarne una abbruttita da una macchia scura, questa verrà considerata come il fiore all'occhiello della collezione. A volte, la porcellana viene acquistata per poco meno del suo peso in oro, solo perché è antica, anche se non è meno fragile, né meglio decorata di quella moderna; trovare della porcellana scurita dal tempo fa andare in estasi, anche se non si riesce ad immaginare la ragione per cui dovrebbe essere preferita al vasellame fatto di comune argilla."

### No 57. Character of Sophron (Il carattere di Sophron)
Pubblicato: sabato, 19 maggio 1759
Johnson descrive il suo amico Sophron ("saggezza"), quale esempio di prudenza. È un tipo frugale, non fa pettegolezzi, non si schiera mai in una controversia né dà consigli. Eppure mentre questo approccio alla vita lo ha tenuto al riparo da inconvenienti, non ne ha ricavato alcun vantaggio.
"Perciò Sophron procede con cautela, né amato né odiato, non ha favorito né osteggiato alcuno: non ha mai cercato di arricchirsi per paura di divenire povero, e non si è procurato amici per timore di farsi dei nemici."

### No 58. Expectations of pleasure frustrated (Aspettative di divertimento deluse)
Pubblicato: sabato, 26 maggio 1759
Johnson osserva che "è molto raro trovare il piacere lì dove lo si è cercato". Le riunioni di buontemponi sono sempre deludenti perché il calcolo è nemico dell'allegria. Lo scherzo riesce quando è spontaneo. Allo stesso modo, i viaggi di piacere e le visite ai vecchi amici raramente sono all'altezza delle aspettative.
"L'allegria è sempre l'effetto di una sensazione improvvisa. La battuta prevista ha già perso il suo effetto. La più sfrenata fantasia a volte è lenta sotto la fredda influenza della malinconia e talvolta le occasioni tenteranno la mente, per quanto distratta, a far battute e digressioni. Nulla fu mai detto con insolita felicità, ma con la cooperazione del caso; e, quindi, l'arguzia, alla pari del valore, deve accontentarsi di condividere i suoi onori con la sorte."

### No 59. Books fall into neglect (Libri che cadono nel dimenticatoio)
Pubblicato: sabato, 2 giugno 1759
Johnson discute sulla volubilità della fama letteraria. La fama di alcuni autori si dissolve perché innanzitutto non se la meritavano. Altri, invece, diventano famosi scrivendo di argomenti alla moda e perdono il favore del pubblico quando l'oggetto dei loro libri non riscuote più alcun interesse.
"Colui che scrive su principi generali o fornisce verità universali, può sperare di essere letto spesso, perché la sua opera sarà utile sempre e dappertutto; ma egli non può aspettarsi di essere accolto con entusiasmo o di essere conosciuto rapidamente, perché il desiderio non può avere alcuna particolare stimolazione: ciò che è deve essere amato a lungo, deve essere amato con la ragione piuttosto che con la passione. Colui che imposta il suo lavoro su temi effimeri, trova facilmente dei lettori, ma altrettanto rapidamente li perde; per quale ragione il libro dovrebbe essere ancora di valore quando l'argomento in esso trattato non lo è più?"

### No 60. Minim the critic (Il critico Minim)
Pubblicato: sabato, 9 giugno 1759
Per dimostrare quanto sia facile diventare un critico, Johnson descrive la carriera di Dick Minim. Un ex apprendista birraio, Minim ereditò una fortuna e "decise di essere un uomo di spirito arguto". Imparò tutto ciò che c'era da sapere sulla letteratura e sul teatro andando in giro per i caffè e prestando orecchio ai pettegolezzi. Ripetendo le stesse banalità come fanno tutti gli altri suoi colleghi e sottolineando l'ovvio, si guadagnò un posto d'onore tra i critici.
"Questa professione è raccomandabile per un semplice motivo, essa dà sfogo alla malignità senza un reale danno. Nessun genio è stato mai buttato giù dal soffio della Critica. Il veleno che, se limitato, avrebbe fatto scoppiare il cuore, esala lontano i suoi fumi e la malizia si trova a suo agio non potendole imputare gran pericolo. Il critico è l'unico uomo il cui trionfo non comporta sofferenza negli altri e la cui grandezza non si erge sull'altrui rovina".

### N. 61. Minim the critic (Il critico Minim, II parte)
Pubblicato: sabato, 15 giugno 1759
La storia di Minim continua. Dopo aver raggiunto l'apice della sua carriera, decise che l'Inghilterra aveva bisogno di un'accademia per stabilire gli standard artistici, alla pari di quelli usati sul continente. Aspettando la costituzione di tale accademia, fu a capo, in qualità di presidente, di una piccola associazione di critici. Egli si astiene dal giudicare nuovi libri finché non ne constata l'avvenuto successo di pubblico e accoglie sotto la sua egida gli aspiranti scrittori ai quali impartisce pareri stereotipati e contrastanti.
"Minim non è così sicuro delle sue regole di giudizio in quanto non è granché entusiasta di cogliere la luce di un nuovo astro nascente. Egli è di solito così prudente da non in fierire su coloro che non possono resistergli, a meno che, come a volte accade, trovi nel pubblico un insperato alleato contro di loro. Ma nel caso si imbatta in un nuovo aspirante alla fama che egli è portato a criticare con asprezza, continuerà finché il proprio onore esiga che lo elogi. Fino a quando non sa del successo di un brano, si trincera dietro termini generici; certo nel brano c'erano nuove idee e bei passaggi, ma vi è altresì molto che egli avrebbe consigliato all'autore di cancellare. Minim ricorre a delle qualifiche preferite delle quali non ne ha mai spiegato l'uso, ma che vengono con leggerezza applicate a libri che lui non ha mai letto o, peggio, che non è in grado di capire. Fra queste vale ricordare 'virile', 'arido', 'compassato' e 'frivolo'; a volte scopre delicatezza di stile e altre volte si imbatte in 'espressioni strane'."

### No 62. Ranger's account of the vanity of riches (Ranger descrive la vanità delle ricchezze)
Pubblicato: sabato, 23 giugno 1759
Tim Ranger scrive per contestare l'affermazione che il denaro procuri felicità. Egli visse da modesto studioso finché ereditò una enorme fortuna da un suo zio. Si comprò dei bei vestiti, ma si accorse che gli procuravano più ansia che piacere. Cercò di fare il libertino, ma scoprì di essersi trasformato solo in un ubriacone. S'interessò alle corse di cavalli, ma ben presto in lui crebbe la noia. In seguito si dedicò alla costruzione di una casa splendida e si accorse che gli architetti lo imbrogliavano. Egli conclude con la promessa di completare la sua storia un'altra volta.
"Secondo i filosofi nostri contemporanei con l'esperienza si devono saggiare le ipotesi; a me, dunque, è consentito dubitare del potere del danaro, dal momento che sono stato ricco per lungo tempo e non ho ancora constatato che le ricchezze mi abbiano reso felice."

### No 63. Progress of arts and language (Sviluppo delle arti e del linguaggio)
Pubblicato: sabato, 30 giugno 1759
Johnson sostiene che le arti ed il linguaggio nascono solo dopo che il soddisfacimento dei bisogni fondamentali dell'uomo. Entrambi, tuttavia, progrediscono "attraverso il miglioramento fino alla degenerazione". La lingua inglese iniziò "in modo semplice e facile, sconnessa e concisa". A partire da Chaucer, la lingua è diventata sempre più raffinata, ma oggi corre il pericolo di divenire artificiosa.
"Poi iniziano la retorica e la poesia, la regolazione delle forme, la scelta delle parole, la punteggiatura per una lettura espressiva delle proposizioni, il piacevole passaggio da una forma all'altra, la complessità delle proposizioni e tutte le specialità stilistiche e le sottigliezze compositive, utili nell'aumentare la chiarezza e lodevoli nell'accrescere il piacere, tuttavia propense a degenerare in raffinatezze inutili fino a diventare più imbarazzanti per lo scrittore che di ausilio o di diletto per il lettore."

### No 64. Ranger's complaint concluded (Ranger completa la sua storia)
Pubblicato: sabato, 7 luglio 1759
Tim Ranger (cfr.n. 62) continua il suo racconto. Dopo aver venduto i suoi cavalli da corsa, decise di essere un "raffinato gentiluomo". Iniziò a frequentare i caffè, imparò a ridere all'occasione e cominciò a fare scommesse e a frequentate l'opera. Fece da mecenate ad un violinista famoso, ma smise quando rifiutò di pagare una cauzione a favore del musicista arrestato per debiti. Cercò di farsi immortalare in un ritratto, ma nessuno degli artisti ingaggiati lo soddisfece. Dopo di ciò, iniziò a raccogliere conchiglie e fossili, ma la gelosia dei suoi colleghi collezionisti lo costrinse ad abbandonare. Infine, cercò la popolarità, dando cene sontuose, ma finì per ritrovarsi alla mercé del suo cuoco francese. Disperato, chiede al Idler che mai può fare ora.
"In questa nuovo contesto della mia vita, il mio impegno più grande fu quello di imparare a ridere. Avevo sempre considerato il riso come un effetto del divertimento, ma presto imparai che è uno degli strumenti della raffinata arte dell'adulazione, e così, dal ridere solo per dimostrare che provavo piacere, cominciai a ridere quando volevo ingraziarmi il favore degli altri. All'inizio, ciò fu molto arduo. A volte, ascoltando una storia con indifferenza totale, mi capitava che l'allegria, non nascendo in me con la dovuta gradualità, scoppiasse improvvisamente in una risata omerica che non sempre veniva interpretata favorevolmente. A volte seguendo il resto della compagnia ho perso l'accortezza di ridere in ritardo, e a volte, pur iniziando al momento giusto, la mia risata era sommessa o breve. Ma, imitando diligentemente i migliori modelli, raggiunsi finalmente una tale flessibilità dei muscoli facciali, che sono stato sempre un ascoltatore ben accetto da chi narrava una storia, e acquisii la reputazione di uomo di buona compagnia."

### No 65. Fate of posthumous works (Il destino delle opere postume)
Pubblicato: sabato, 14 luglio 1759
La pubblicazione postuma della storia della Guerra civile inglese scritta dal Conte di Clarendon spinge Johnson a considerare le sorti diverse toccate alle opere postume. Alcuni autori lasciano i loro manoscritti agli eredi, rimettendo a loro la decisione se conservarli per i posteri o usarli nell'immediato come combustibile. Le opere di altri scrittori vengono mutilate dai curatori. Johnson suggerisce agli scrittori "di dirci ciò che sanno mentre sono ancora in grado di farlo e di affidare solo a se stessi la loro reputazione."
"Eppure ci sono alcune opere che gli autori devono consegnare ai posteri inedite, per quanto incerto sia il caso, tuttavia senza speranza è la fiducia. Colui che narra la storia del suo tempo, se si attiene fedelmente alla verità dei fatti, scriverà di ciò che i suoi contemporanei non saranno disposti facilmente a sopportare. Egli deve accontentarsi di tenere nel cassetto il suo libro, fino a quando tutte le passioni private sfumeranno e l'amore e l'odio cederanno il passo alla curiosità."

### No 66. Loss of ancient writings (Perdita degli antichi manoscritti)
Pubblicato: sabato, 21 luglio 1759
Johnson consiglia di non lamentarci che così poca letteratura antica sia giunta fino a noi. I "più pregiati" scritti dell'antichità sono giunti fino a noi, ma se avessimo ricevuto tutto dall'antichità non avremmo oggi più spazio per quanto noi facciamo.
"Degli antichi ci resta abbastanza per eccitare la nostra emulazione ed orientare le nostre prove. Noi sappiamo che molte delle opere che il tempo ci ha consegnato sono state nell'antichità le più stimate e considerate come modelli; sicché, possedendo gli originali, possiamo senza tanto rammaricarci perdere le imitazioni. La poca chiarezza che la scarsa qualità dei curatori contemporanei spesso produce, offusca solo singoli passaggi e di solito quelli di scarsa importanza. La tendenza generale di ogni brano può essere intuita e benché questa diligenza meriti lode per non lasciare nulla di intentato, le sue sviste non procurano gran dispiacere; infatti le verità più utili sono sempre di ordine universale e non collegate ad eventi ed abitudini."

### No 67. Scholar's journal (Diario di uno studioso)
Pubblicato: sabato, 28 luglio 1759
(Questo saggio è di Bennet Langton)
Langton propone un altro diario immaginario, questa volta è di uno studioso. Il personaggio decide di dedicare tre giorni alla scrittura di importanti trattati sulla logica e la mente. Invece, si distrae leggendo, discutendo con gli amici ed osservando la vita nelle strade di Londra. Di conseguenza, scrive diverse poesie che non aveva affatto previsto. Langton dice che il diario dimostra come le persone siano più produttive quando fanno ciò che realmente interessa loro.
I curatori dell'edizione Yale ritengono che lo studioso descritto da Langton sia proprio Johnson, che aveva "l'abitudine di prendere delle decisioni e poi di biasimarsi per non averle portate a termine".
"...quando contempliamo la natura indagatrice della mente umana e la sua perpetua insofferenza di qualsiasi freno, si può dubitare se le facoltà mentali possano essere ridotte restringendo i confini dell'attenzione e se non si possa a volte rischiare la certezza di poco per la possibilità di tanto. Le acquisizioni conoscitive, come le esplosioni di genio, sono spesso casuali. Coloro che si sono proposti una serie ben precisa di letture, vengono catturati casualmente dalla lettura di un nuovo libro che si impadronisce dei loro pensieri e accende la loro curiosità, aprendo una prospettiva inaspettata alla quale non li avrebbe mai condotti il percorso di letture programmato."

### No 68. History of translation (Storia della traduzione)
Pubblicato: sabato, 4 agosto 1759
Johnson ripercorre la storia della traduzione, che, secondo lui, è la più moderna delle arti. (Gran parte di quanto qui egli dice è stato in seguito dimostrato non essere corretto.)
"I Greci per un certo periodo viaggiarono in Egitto, ma non tradussero mai alcuna opera dalla lingua egizia e quando i Macedoni rovesciarono l'impero di Persia, i paesi assoggettati dai Greci studiarono solo le letteratura Greca. Le opere delle nazioni conquistate, se mai ve ne fossero, sprofondarono nell'oblio; la Grecia si è considerata come la padrona, se non la madre delle arti, nella sua lingua era stato scritto tutto ciò che doveva essere conosciuto, e, ad eccezione delle Sacre Scritture, a me non risulta che nella biblioteca di Alessandria ci fossero opere scritte in altre lingue."

### No 69. History of translation (Storia della traduzione, parte II)
Pubblicato: sabato, 11 agosto 1759
Johnson continua la sua storia della traduzione. L'arte della traduzione in inglese è iniziata con Chaucer, che tradusse il De consolatione philosophiae di Severino Boezio. Tuttavia, Johnson critica questa traduzione definendola "nulla più che una versione rigorosamente letterale". Quando William Caxton iniziò a stampare i libri in lingua inglese, in un primo momento si concentrò esclusivamente sulle traduzioni di opere francesi. Bisognò aspettare fino alla Restaurazione, perché i traduttori passassero dalla precisione letterale all'eleganza di stile.
"C'è indubbiamente una risorsa da rispettare. Dryden si accorse subito che la traduzione letterale conservava meglio il senso di un autore e che la traduzione libera rivelava meglio il suo spirito: quindi, si merita il massimo elogio, colui che può dare una traduzione allo stesso tempo fedele e gradevole, che può esprimere gli stessi pensieri con la stessa armonia, e che, quando traduce, non cambi nulla se non la lingua."

### No 70. Hard words defended (A difesa dei vocaboli difficili)
Pubblicato: sabato, 18 agosto 1759
Johnson dice che le persone che non comprendono le parole difficili trovate nei libri dovrebbero chiedersi se sia colpa loro o dell'autore. Un autore che scrive per un pubblico istruito ha il diritto di usare termini più difficili di quelli che usa chi scrive per un pubblico incolto. Inoltre, "ogni scienza ed ogni attività commerciale" devono avere necessariamente il loro lessico. Il linguaggio più semplice non sempre è il più chiaro.
""È tutt'altro che vero che la gente comune esprima meglio i propri pensieri, infatti quel che di chiaro si può trovare in essi non deriva dalla facilità delle parole usate bensì dalla superficialità dei loro pensieri. Chi osserva un edificio non da tecnico, si accontenta di definirlo grande o piccolo, mediocre o splendido, alto o basso; tutti questi termini sono ordinari e comprensibili ma non forniscono delle idee ben precise; se l'osservatore cercasse, senza ricorrere a termini dell'architettura, di illustrare le varie parti o elencare gli ornamenti di un edificio, la sua descrizione diventerebbe subito incomprensibile. I termini tecnici, in genere non sono ben accetti, perché sono comprensibili per pochi; tuttavia, essi sono poco compresi, solo perché sono poche le persone che osservando un edificio ne esaminano le parti o analizzano la struttura delle sue colonne."

### No 71. Dick Shifter's rural excursion (Villeggiatura di Dick Shifter)
Pubblicato: sabato, 25 agosto 1759
Dick Shifter, nativo di Cheapside, decide di trascorrere l'estate in campagna per trovare serenità e genuinità. Invece, scopre che il cibo è cattivo, i prezzi sono alti, i giornali non si riescono ad avere e la gente lo tratta con sospetto. Se ne torna a Londra dopo appena cinque giorni.
"Venendo spesso fermato durante le sue passeggiate, pensò di andare a cavallo, e, essendo rimasto ben impressionato da un cavallo che pascolava in un prato vicino, chiese al proprietario, che vantava il suo animale, ma tergiversava dicendo che era troppo bello per un uomo comune. Dick pagò la somma richiesta e uscì a cavallo a godersi la serata, ma cadde con il suo nuovo cavallo in un fosso; entrambi riuscirono con difficoltà ad alzarsi, e, mentre stava cercando di montare di nuovo, un contadino osservò il cavallo e si accorse che la povera bestia era cieca. Dick corse dal venditore, e chiese indietro il suo denaro, ma gli fu risposto che un uomo che prende in affitto la terra da coltivare deve fare il meglio per se stesso, perché il suo proprietario incassa anche se il raccolto va male e che lui è tenuto a vendere i cavalli, ci vedano o no, al miglior offerente ".

### No 72. Regulation of memory (Controllo della memoria)
Pubblicato: sabato, 1º settembre 1759
L'uomo deve affrontare due problemi della memoria: non può ricordare ciò che vuole ricordare e ricorda cose che avrebbe preferito dimenticare. Johnson ritiene che la gente trarrebbe maggior vantaggio da un incremento della smemoratezza invece che della memoria. Se riuscissimo a smettere di rimuginare sui ricordi dolorosi e inutili, saremmo meglio in grado di ritenere le cose che abbiamo bisogno di sapere. La gente dovrebbe cercare di scacciare i ricordi fastidiosi impegnandosi in nuove esperienze.
"Gli assalti di pensieri molesti sono spesso violenti e importuni, e non è facile per una mente abituata alle loro incursioni espellerli immediatamente pensando a migliori rappresentazioni; ma questi nemici della tranquillità vengono soprattutto indeboliti da ogni sconfitta, la riflessione che è stata una volta sopraffatta e scacciata, raramente ritorna con una nuova formidabile veemenza."

### No 73. Tranquil's use of riches (Uso delle ricchezze da parte di Tranquil)
Pubblicato: sabato, 8 settembre 1759
Johnson dice che anche se la ricchezza è ora un obiettivo universale, non si può comprare qualsiasi felicità più di quanto era possibile quando la povertà era ritenuta virtuosa. Questo punto viene illustrato con la storia di Tom Tranquil. Tom ereditò un'ingente fortuna quando raggiunse la maggiore età e subito i suoi amici si accinsero spenderla a nome e per suo conto. Egli, tuttavia, è del tutto indifferente alle loro scelte.
"Uno dei suoi amici che aveva appena imparato i nomi dei maggiori artisti italiani, corre da un negozio all'altro e acquista quadri che il signor Tranquil paga senza neppure sapere dove li appenderà. Un altro degli amici gli riempie il giardino di statue che il signor Tranquil vorrebbe fuori dai piedi ma non osa togliere. Uno dei suoi amici sta imparando architettura costruendogli una casa, della quale, passando da quelle parti, chiese seraficamente chi mai fosse il proprietario, un altro amico ha passato tre anni a scavare canali e creare alture, a tagliare alberi in un posto e a piantarne in un altro; tutto ciò il signor Tranquil osserva con olimpica indifferenza, senza chiedersi quale sarà il costo."

### No 74. Memory rarely deficient (Rarità di debolezza di memoria)
Pubblicato: sabato, 15 settembre 1759
Johnson sostiene che nessuno è mai soddisfatto della qualità della propria memoria, ma una effettiva debolezza di memoria è cosa abbastanza rara. Egli critica tutti quelli che sottolineano i loro libri o copiano i passaggi interessanti in un blocco di appunti, per poterli ricordare meglio. Invece di tutto questo traffico è molto meglio leggere con attenzione e godersi ciò che si sta leggendo.
"Molti lettori sono soliti prender nota, al margine dei loro libri, dei passaggi più importanti, degli argomenti più impegnativi e dei sentimenti più nobili. Così facendo impegnano le loro menti con superflua attenzione, reprimono l'intensità della curiosità con decisioni inutili e a causa delle frequenti interruzioni spezzano lo scorrere della narrazione o la sequenza del ragionamento, alla fine chiudono il volume e dimenticano sia i passaggi che le relative annotazioni."

### No 75. Gelaleddin of Bassora (Gelaleddin di Bàssora)
Pubblicato: sabato, 22 settembre 1759
Mentre studiava a Bassora, Gelaleddin divenne celebre per la sua erudizione e gli venne offerto un posto da professore. Non volendo passare la sua vita nell'anonimato di una città di provincia, decise di andare in Tauride, dove pensava di ottenere maggior gloria. Invece, venne accolto con indifferenza e non riuscì a trovare un lavoro. Se ne tornò a casa, ma scoprì che la fredda accoglienza della Tauride aveva indotto la gente di Bàssora a pensare di avere sopravvalutato le sue capacità.
"Si era sparsa la voce nel quartiere che Gelaleddin era ritornato ed egli se ne stette seduto per alcuni giorni in attesa che uomini di cultura venissero a consultarlo oppure personaggi famosi a intrattenersi con lui. Ma chi mai sarebbe entrato in una misera dimora per istruirsi o per divertirsi? Allora Gelaleddin iniziò a frequentare il mercato e cercò di attirare l'attenzione parlando di tutto e a tutti. Chi cercava di far lo spiritoso fu messo tacere e se ne andò da qualche altra parte a criticarne l'arroganza e la pedanteria; l'ottuso, invece, se ne stava per un po' ad ascoltarlo in silenzio per poi chiedersi come mai l'uomo dovesse affannarsi ad accumulare una così vasta conoscenza che non gli sarebbe mai servita a niente."

### No 76. False criticisms on painting (Critiche errate rivolte alla pittura)
Pubblicato: sabato, 29 settembre 1759
(Questo saggio è di Joshua Reynolds)
Reynolds prende in giro i critici e gli intenditori che giudicano in modo gretto la pittura. Se una persona non è dotata di sensibilità artistica, le regole di giudizio sono fuori luogo.
"Questo', egli dice, 'è stimato come il più eccellente di tutti i dipinti, quale nobiltà, quale dignità vi è in questa figura di San Paolo! e tuttavia quale tocco di nobiltà avrebbe potuto aggiungere Raffaello, se fosse stata nota la tecnica del contrasto alla sua epoca! ma, soprattutto, i lineamenti fluidi che esprimono grazia e bellezza! Tu allora non avresti visto una figura ritta su entrambe le gambe e le mani protese in avanti nello stesso atteggiamento, e il suo drappeggio, sotto ogni aspetto, senza l'arte di come disporre il tessuto.' L'immagine seguente è l'Incarico di Pietro. 'Qui', dice lui, 'vi sono dodici figure in piedi, ma che peccato! che Raffaello non conoscesse il principio della disposizione a piramide! Avrebbe fatto sì che le figure al centro fossero poste più in alto, o le figure poste alle estremità fossero inchinate o distese, in modo che non solo avrebbero costituito un gruppo a forma di piramide, ma altresì si sarebbero contrapposte alle figure in piedi. In effetti', ha aggiunto,'mi sono spesso lamentato che un così grande genio come Raffaello non sia vissuto in questo nostro secolo illuminato, dal momento che, essendo l'arte ormai organizzata in principi, egli avrebbe studiato in una delle moderne accademie; quali splendide opere avremmo potuto aspettarci dal suo divino pennello! "

### No 77. Easy writing (Facilità di scrittura)
Pubblicato: sabato, 6 ottobre 1759
Johnson dice che a tutti piace una poesia facile da leggere, ma nessuno è in grado di darne una definizione. Egli suggerisce di definirla come 'quella in cui i pensieri naturali sono espressi senza arrecare violenza al linguaggio,' e fornisce degli esempi di poesia facile e difficile.
"È prerogativa della poesia facile essere compresa fintanto che esista la lingua in cui fu scritta; ma i modi del linguaggio, che devono la loro diffusione solo alle follie della moda o all'importanza di coloro che li usano, muoiono con i loro creatori e perdono il loro significatolo nel giro di pochi anni."

### No 78. Steady, Snug, Startle, Solid and Misty (Il Convinto, l'Avulso, lo Stupefatto, il Conforme e il Nebuloso)
Pubblicato: sabato, 13 ottobre 1759
Un corrispondente di nome Robin Spritely descrive le conversazioni tenute con cinque personaggi che ha incontrato durante l'estate in un centro termale. Tom Steady è "un acceso fautore di verità inconfutabili"; Dick Snug interrompe l'interlocutore con banali osservazioni; Will Startle reagisce a tutto con esagerate espressioni di disgusto o di piacere; Jack Solid "non pronuncia altro che citazioni", anche se ne ha ben poche a disposizione; Dick Misty fornisce lunghe e poco chiare spiegazioni di argomenti mondani.
"Dick Snug è un uomo dalle maliziose osservazioni e compassionevoli aforismi: non si fa trascinare mai dalla conversazione, ma se sta in disparte per afferrare i suoi compagni presi nel vortice della discussione: egli spesso riesce con successo a spezzare il filo dei discorsi e a turbare l'eloquio. Un gentiluomo, narrando la storia di un suo conoscente, fece il nome di una signora che aveva molti amanti: 'Allora', disse Dick, 'doveva essere o bella o ricca.' Essendo stata ben accetta questa osservazione, Dick continuò a seguire l'andamento del racconto, e, sentendo di un uomo perso in un naufragio, osservò che 'nessun uomo è mai annegato sulla terraferma".

### No 79. Grand style of painting (Principale stile pittorico)
Pubblicato: sabato, 20 ottobre 1759
(Questo saggio è di Joshua Reynolds)
Reynolds sostiene che i pittori devono tendere ad una più semplice imitazione della natura. Egli afferma che lo stile Olandese è inferiore a quello Italiano perché il primo è incentrato sulla riproduzione di "minute caratteristiche", mentre il secondo "presta maggiore attenzione ai concetti immutabili, importanti e generali." Michelangelo, "l'Omero della pittura", è anche il meno naturalista fra i grandi pittori.
"Imitare la natura "è regola costante, ma io non conosco nessuno che abbia mai spiegato in che modo questa regola è da intendersi; di conseguenza, tutti la intendono nel senso più ovvio, cioè gli oggetti sono rappresentati naturalmente solo quando sulla tela risaltano in modo tale da sembrare reali. Può sembrare strano, forse, sentire questo senso dato alla norma controversa; ma si deve ritenere che, se l'eccellenza di un pittore consistesse solo in questo tipo di imitazione, la pittura perderebbe di importanza, e non sarebbe più considerata come arte liberale e sorella della poesia, riducendosi ad una mera imitazione ripetitiva, nella quale il più tardo intelletto sarebbe sempre certo di ben riuscire: il pittore di genio non può abbassarsi ad una ottusa fatica, in cui l'intuizione non ha parte alcuna; come può pretendere l'arte di rivendicare una parentela con la poesia, se non affidandosi ai suoi poteri di superare l'immaginazione?"

### No 80. Ladies' journey to London (Le Signore rientrano a Londra)
Pubblicato: sabato, 27 ottobre 1759
I benestanti si apprestano a far ritorno a Londra dopo l'annuale villeggiatura in campagna. La settimana precedente il rientro è piena di aspettative. La più eccitata di tutti è "la giovinetta che l'estate precedente è stata affrancata dal controllo della governante" e che sta per fare il suo debutto in società a Londra. Johnson l'avverte che rimarranno deluse le sue aspettative di "continua felicità", tuttavia avrà molto da imparare se la sua mente sarà aperta agli insegnamenti della vita cittadina.
"Le uniformi necessità della natura umana producono, in gran parte, la monotonia della vita, e per parte della giornata rendono un luogo simile ad un altro, vestirsi e spogliarsi, mangiare e dormire, sono necessità che si soddisfano allo stesso modo sia a Londra che in campagna. Le ore della giornata fuori dall'usuale tran tran si rivelano, in effetti, come una grande varietà di piacere e di dolore. La sconosciuta, osservata dalla gente al suo primo apparire nel Parco, si sente, forse, sulla cima più alta della felicità femminile, ma che grande angoscia quando la novità di un altro volto allontanerà i suoi adoratori!"

### No 81. Indian's speech to his countrymen (Discorso di un capo Indiano alla sua gente)
Pubblicato: sabato, 3 novembre 1759
Johnson immagina il discorso tenuto da un capo Indiano alla sua tribù mentre gli inglesi avanzano nel Québec contro i francesi. Gli Europei che hanno tolto loro le terre e li hanno vessati ora si combattono fra di loro. Il capo invita il suo popolo a "ricordare che la morte di ogni Europeo salva il paese da un tiranno e da un brigante; qual è la pretesa di entrambe queste nazioni se non la pretesa dell'avvoltoio sul leprotto, della tigre sul capriolo?"
"Vi sono alcuni, che vantano la loro umanità, e si accontentano di toglierci i luoghi di caccia e pesca, che ci allontanano da ogni tratto di terra la cui fertilità e piacevolezza li invita ad insediarsi, e non ci fanno la guerra se non quando ci introduciamo nelle nostre terre. Altri pretendono di avere acquisito un diritto di soggiorno e di potere assoluto; ma sicuramente l'insolenza di tali affari è più offensiva di una invasione dichiarata e messa in atto. Quale ricompensa può indurre il possessore di un paese ad accettare uno straniero più potente di lui? Inganno o terrore deve operare in tali trattative; entrambi hanno promesso una protezione che non hanno mai potuto permettersi o una istruzione che non hanno mai impartito ".

### No 82. The true idea of beauty (Il vero concetto di bello)
Pubblicato: sabato, 10 novembre 1759
(Questo saggio è di Joshua Reynolds)
Secondo Reynolds ogni specie animale e vegetale ed ogni razza umana presenta una certa forma "prestabilita o determinata", e più un particolare modello si avvicina a questa forma, più noi lo riteniamo bello. Non è possibile affermare che una determinata specie o razza sia più bella di un'altra; si possono solo paragonare fra di loro gli individui di uno stesso gruppo.
"Chi dice che un cigno è più bello di una colomba, non vuol significare altro che egli prova più piacere nel vedere un cigno che una colomba, motivato o dalla maestosità dei suoi movimenti, o perché è un uccello non dozzinale; chi, invece, preferisce la colomba, lo fa per una qualche associazione fra l'idea di innocenza e la colomba, ma, se si pretende di difendere la preferenza che si accorda all'uno o all'altro di questi uccelli cercando di dimostrare che ciò deriva da una forma più bella per una particolare grandezza, per la sinuosità di una curva, o la precisione di un tratto, o per qualsiasi altra presunzione della sua immaginazione che determina un criterio di forma, egli si contraddirà sempre, fino a rendersi conto che Madre Natura non sarà mai soggetta a tali rigide regole. Tra i vari motivi, per cui noi preferiamo una parte delle sue opere ad un'altra, il più comune è attribuibile ad usi ed abitudini; per consuetudine diciamo nero al nero e bianco al bianco; è solo l'abitudine a determinare la preferenza di noi Europei per certi colori rispetto a quelli preferiti dagli Etiopici, ed essi, per lo stesso motivo, preferiscono più i loro colori che i nostri."

### No 83. Scruple, Wormwood, Sturdy and Gentle (Lo Scrupoloso, il Caustico, l'Immarcescibile, l'Accomodante)
Pubblicato: sabato, 17 novembre 1759
La descrizione dei conversatori presso il centro termale, iniziata nel n. 78, con "Il Convinto, l'Avulso, lo Stupefatto, il Conforme e il Nebuloso", continua con quattro nuovi personaggi. Sim Scruple " vive in un equilibrio continuo di dubbi" e discute continuamente su quanto gli vien detto, mentre Dick Wormwood trova colpe in ogni aspetto della società contemporanea. Bob Sturdy rifiuta di lasciarsi influenzare da argomenti altrui o di giustificare le sue posizioni, lui si limita a ripetere in continuazione le sue affermazioni. Al contrario, Phil Gentle non ha delle sue opinioni, ma si dichiara d'accordo con tutti gli interlocutori.
"Bob nelle discussioni è il più formidabile di tutta la compagnia, perché, senza curarsi di addurre ragioni, fiacca il suo antagonista, con ripetute asserzioni. Quando Bob è stato attaccato per un'ora, con tutti i poteri dell'eloquenza e della ragione, e la sua posizione appare a tutti, ma non a lui, assolutamente insostenibile, chiude sempre il dibattito ripetendo l'iniziale asserzione, preceduta da una coraggiosa introduzione di sprezzante cortesia. 'Tutto ciò che voi dite, signore, è molto assennato; potete dire, signore, tutto ciò che vi pare, ma io ripeterò ancora quel che ho detto all'inizio."

### No 84. Biography, how best performed (Biografia, il modo migliore di scriverla)
Pubblicato: sabato, 24 novembre 1759
Johnson sostiene che l'Autobiografia sia più pregevole della Biografia, perché riguarda sia la vita intima che quella pubblica. Per Johnson il rischio che gli scrittori dicano bugie nelle loro autobiografie è inferiore a quanto la gente supponga, perché i lettori sono attenti ad ogni accenno di vanagloria.
"Le conseguenze dannose dei vizi e delle manie, dei desideri smodati e delle pressanti passioni, sono meglio individuate da quelle relazioni univoche con l'aspetto generale della vita, che non dicono quanto un uomo sia divenuto importante, ma quanto sia stato felice; non dicono come abbia perso il favore del suo principe, ma quanto sia diventato scontento di se stesso."

### No 85. Books multiplied by useless compilations (Moltiplicazione dei libri causata da inutili raccolte)
Pubblicato: sabato, 1º dicembre 1759
Johnson dice che molti dei libri in corso di pubblicazione sono solo delle raccolte di opere precedenti. A volte le raccolte possono essere utili, dal momento che "piccole parti di scienza sono spesso disseminate in giro" ma la maggior parte di queste prodotte oggi "servono solo a sviare la scelta senza soddisfare alcuna reale necessità."
"Si dice che 'una società corrotta ha molte leggi'; io non so se sia ugualmente vero che 'un'epoca ignorante ha molti libri'. Quando i tesori della sapienza antica restano intonsi e gli autori originali vengono trascurati e dimenticati, i compilatori e i plagiatori prendono coraggio dandoci nuovamente ciò che già avevamo e diventano famosi propinandoci quanto la nostra indolenza aveva nascosto ai nostri occhi."

### No 86. Mrs Heartless' want of a lodging (La signora Heartless cerca casa)
Pubblicato: sabato, 8 dicembre 1759
Peggy Heartless, novella sposa, descrive i tentativi suoi e di suo marito di trovare un adeguato appartamento a Londra. Essi hanno chiesto consiglio ad un amico che sconsiglia con banali scuse ogni casa da loro visitata. Nel frattempo, essi devono sopportare l'umiliazione di vivere in un alloggio al secondo piano di un condominio.
"Gli inconvenienti sono spesso compensati da alcuni vantaggi: la collocazione così in alto del mio appartamento è oggetto di conversazione, che, senza un tale aiuto, avremmo corso il pericolo di sentirne la mancanza. Lady Stately ci ha detto di quanti anni erano trascorsi da quando ha iniziato a salire così tanti gradini. Miss Airy corse alla finestra e fu lieta di vedere i passanti così minuti giù in strada; Miss Gentle fece la stessa prova e strillò nell'accorgersi di essere a tale altezza dal suolo."

### No 87. Amazonian bravery revived (Rinascita del coraggio delle Amazzoni)
Pubblicato: sabato, 15 dicembre 1759
Johnson dice che non c'è alcuna possibilità per le donne inglesi di rivivere la civiltà delle Amazzoni. Le donne inglesi che non sanno vivere senza gli uomini non sono abbastanza civili per tenere insieme una comunità.
"Io non intendo criticare le signore inglesi per carenza di conoscenza o di inclinazione, quando immagino che esse non siano all'altezza di far rivivere gli onori militari del loro sesso. Il carattere delle antiche Amazzoni era più terribile che amabile; la mano usata solo per tendere l'arco e brandire l'ascia di guerra non poteva essere molto delicata; il loro potere si reggeva sulla crudeltà, il loro coraggio era deturpato dalla ferocia ed esse sono la dimostrazione che uomini e donne vivono meglio stando insieme."

### No 88. What have ye done? (Tu, cosa hai fatto?)
Pubblicato: sabato, 22 dicembre 1759
Johnson dice che le persone che mirano a fare grandi cose per l'umanità spesso finiscono per rendersi conto di non aver fatto quanto avrebbero voluto. Tuttavia, ciò non ci deve scoraggiare; l'importante è fare tutto il possibile.
"Se avessi mai incontrato qualcuno di quelli che disprezzano se stessi molto irritato o addolorato per aver preso coscienza della propria meschinità, avrei cercato di confortarlo facendogli notare che un po' più di niente è quanto si può aspettare da un essere, che, rispetto alle moltitudini intorno a lui, è lui stesso poco più di niente. Ogni uomo è obbligato dal Divino Maestro dell'universo a migliorare tutte le possibilità di far del bene che gli vengono offerte, e di mantenere sempre in attività le capacità che gli vengono concesse. Ma lui non ha motivo di lagnarsi, anche se le sue capacità sono limitate e poche sono le sue opportunità. Colui che ha incrementato la propria virtù, o accresciuta la felicità di un suo simile, colui che ha messo in atto una sola proposizione morale o aggiunto uno esperimento utile alla conoscenza naturale, può essere soddisfatto del suo contributo, e, per quanto riguarda i mortali come lui, può chiedere loro, come fece Augusto, di volere il commiato finale tra gli applausi."

### No 89. Physical evil moral good (Male fisico bene morale)
Pubblicato: sabato, 29 dicembre 1759
Johnson dice che il dolore e la sofferenza incoraggiano lo sviluppo delle virtù. Dolore derivante da eccessivo indulgenza nel bere porta alla sobrietà; la sofferenza derivante da carenza di leggi produce le leggi e la loro applicazione; la povertà motiva la carità e quando non si spera più nell'aiuto del mondo ci si rivolge a Dio.
"Uno condizione di innocenza e di felicità è così lontana da tutto ciò che abbiamo mai visto, che anche se possiamo facilmente concepirla possibile, e, quindi, possiamo sperare di raggiungerla, tuttavia le nostre congetture a suo riguardo devono essere generiche e confuse. Si può scoprire che là dove c'è una innocenza universale, ci sarà probabilmente una felicità universale; perché mai dovrebbe essere consentito alle afflizioni di avvelenare gli esseri viventi che non sono in pericolo di malcostume provocato da troppi beni, e dove non c'è uso di terrore né causa di punizione? Ma in un mondo come il nostro, dove i nostri sensi ci assalgono e il nostro cuore ci tradisce, dobbiamo passare da un crimine all'altro, incuranti e senza rimorsi, se la sofferenza non si presenta sulla nostra strada, e se i nostri dolori non ci ammoniscono della nostra follia."

### No 90. Rhetorical action considered (Considerazioni sulla gesticolazione retorica)
Pubblicato: sabato, 5 gennaio 1760
Johnson commenta il fatto che gli inglesi, rispetto agli altri Europei facciano poco uso del Linguaggio del corpo. Sono spuntati molti maestri che si offrono di insegnarlo, nella convinzione che questo uso dei gesti renda il discorso più convincente. Johnson contesta ciò, dicendo che tali gesti sono "inutili e ostentati".
"Lo stile oratorio inglese è di casa solo in tribunale, in parlamento e in chiesa. Né i giudici né i rappresentanti del popolo sarebbero molto interessati dal gesticolare elaborato, o crederebbero di più un uomo che faccia roteare le pupille, o gonfi le guance, o allarghi le braccia, o batta i piedi per terra, o si percuota il petto, o rivolga lo sguardo ora al soffitto ora al pavimento. Per gli uomini amanti della verità, il gesto di un oratore non ha significato, una testimonianza credibile o un argomento convincente supereranno sia la dizione raffinata che la gesticolazione rabbiosa."

### No 91. Sufficiency of the English language (Adeguatezza della lingua inglese)
Pubblicato: sabato, 12 gennaio 1760
Johnson si lamenta della preferenza accordata dagli inglesi ad autori di lingue straniere. La letteratura inglese è molto più ricca di quanto gli studiosi inglesi sostengano e qualsiasi arte o scienza può essere più facilmente appresa in inglese che in un'altra lingua.
"Le ricchezze della lingua inglese sono maggiori di quanto comunemente si pensi. Molti libri utili e preziosi giacciono sepolti in librerie e biblioteche, sconosciuti e nemmeno sfogliati, a meno che qualche fortunato compilatore li apra per caso, e trovi un facile bottino di buonsenso e di apprendimento. Sono ben lontano dal voler insinuare che le altre lingue non siano necessarie per chi aspira alle vette del sapere e la cui intera vita è dedicata allo studio; ma per chi legge solo per divertimento o il cui scopo non è di adornarsi con gli onori della letteratura, bensì di essere qualificato utile a livello domestico e di starsene seduto contento di una reputazione minore, abbiamo autori sufficiente a riempire il suo tempo libero e soddisfare la maggior parte dei suoi desideri di informazione."

### No 92. Nature of cunning (Natura della scaltrezza)
Pubblicato: sabato, 19 gennaio 1760
Johnson sostiene che le persone che non possono essere assennate cercano invece di essere scaltre; eppure i due atteggiamenti differiscono come "il crepuscolo dal pieno giorno". La scaltrezza è sempre furtiva e ansiosa mentre l'avvedutezza è esplicita e fiduciosa. Le persone scaltre evitano le domande, pretendono di sapere cose che ignorano totalmente e non si fidano di nessuno.
"Colui che cammina in pieno giorno va coraggiosamente avanti lungo la sua via; egli vede che quando il percorso è rettilineo e uniforme si può procedere in sicurezza e dove, invece, è scabro e tortuoso facilmente asseconda le svolte ed evita gli ostacoli. Ma chi viaggia nel buio meno vede e più teme; lui sa che ci può essere pericolo, e, quindi, sospetta di non essere al sicuro, prova ogni passo prima di posare a terra il piede, e trema ad ogni rumore per paura che la violenza potrebbe avvicinarsi a lui. L'accortezza ha in se stessa sia il fine che i mezzi, valuta la facilità o la difficoltà ed è prudente o fiduciosa nella debita proporzione. La scaltrezza scopre poco alla volta, e non ha altri mezzi di sicurezza se non l'incremento di stratagemmi e l'eccesso di sospetti. L'uomo di astuzia ritiene sempre di non poter mai essere troppo al sicuro, e, quindi, è sempre avvolto da una caligine che egli spera impenetrabile dagli occhi dei rivali o dei curiosi."

### No 93. Sam Softly's history (Storia di Sam Softly)
Pubblicato: sabato, 26 gennaio 1760
Sam Softly, proprietario di uno zuccherificio, ha ereditato una fortuna e si è ritirato a vivere in campagna a Kentish Town. Trascorre le sue giornate andando in giro sul suo calesse, criticando lo stile delle case che incontra e il comportamento degli altri conducenti.
"Il talento male applicato di solito si dimostra ridicolo. Se Sam, come natura aveva disposto, avesse continuato lieto a perseguire nel modo più calmo e meno appariscente i suoi interessi di industriale dello zucchero, avrebbe potuto essere un personaggio rispettabile e utile. Attualmente egli spreca la sua vita in un ozio specioso, che non migliora se stesso né i suoi amici. Quel talento, che avrebbero potuto arrecare benefici alla società, egli lo espone al disprezzo per pretese false. Egli predilige dei piaceri che non può godere, e tratta quei temi su cui non ha diritto di parlare, e che non merita di capire."

### No 94. Obstructions of learning (Ostacoli all'apprendimento)
Pubblicato: sabato, 2 febbraio, 1760
Johnson osserva che l'apprendimento è "al tempo stesso rispettato e disprezzato". Alcuni non hanno il tempo di perseguirlo; altri invece sono sedotti da altri diversivi; altri ancora vogliono imparare ma vengono scoraggiati dalla "continua pubblicazione di libri".
"È caratteristica principale dell'apprendimento non dipendere molto dal tempo e dallo spazio; l'apprendere non è cosa legata alle stagioni o al clima, alla città o alla campagna, ma può essere curato e goduto là dove nessun piacere si può ricavare. Ma questa qualità, che costituisce gran parte del suo valore, fornisce occasione di negligenza; ciò che può essere fatto in qualsiasi momento e con lo stesso risultato, è differito di giorno in giorno, finché la mente gradualmente si abitua all'omissione e l'attenzione viene rivolta ad altre cose. Così la quotidiana pigrizia diventa sempre più difficile da sconfiggere e l'anima rifugge dall'idea di lavoro intellettuale e dall'acuta meditazione".

### No 95. Tim Wainscot's son a fine gentleman (Il figlio di Tim Wainscot, un raffinato gentiluomo)
Pubblicato: sabato, 9 febbraio 1760
Tim Wainscot, un commerciante vedovo, si lamenta delle arie che si dà suo figlio. Il ragazzo ha sgobbato nel negozio di famiglia fino a quando alcuni amici lo hanno fatto vergognare di lavorare dietro il banco come un commesso. Adesso ha deciso di fare il signorotto, trascura il lavoro e sperpera il danaro del padre.
"Tutto ciò è molto irritante; eppure tutto questo si potrebbe sopportare se il ragazzo potesse far fronte alle sue voglie. Ma, qualunque cosa egli abbia in mente, è ancora lontano dai risultati che egli si è sforzato di acquisire a così caro prezzo. Io l'ho osservato in luoghi pubblici. Egli si comporta in modo impacciato come uno che sa di trovarsi in un luogo a lui non confacente; egli è soddisfatto di cogliere anche il minimo cenno di saluto e spesso lo richiede anche quando non è previsto. Mentre gli altri vestono con decoro, il mio babbeo, invece, è alla ricerca sempre più meschinamente della sua raffinatezza. Caro signor Idler, ditegli che ne è infine di un bellimbusto, il cui orgoglio non soffrirà per essere un commerciante e che lo stare a lungo in un negozio non impedisce di essere un gentiluomo."

### No 96. Hacho of Lapland (Hacho re della Lapponia)
Pubblicato: sabato, 16 febbraio 1760
(Questo saggio è di Thomas Warton)
Hacho, re della Lapponia, era un coraggioso guerriero ed un valido studioso fino a quando non scoprì il miele. Da quel momento in poi, i suoi gusti divennero sempre più raffinati al punto da vivere una vita fiacca dedita solo alla ricerca del piacere. Quando venne attaccato dai nemici, non fu in grado di opporre alcuna resistenza; venne ucciso e il suo regno assoggettato.
"Non fu celebrato di meno per la sua prudenza e saggezza. Due dei suoi aforismi sono ancora ricordati e ripetuti fra i Lapponi. Per descrivere la protezione dell'Essere Supremo, soleva dire, 'La cintura di Odino è sempre allacciata'. Per dimostrare quanto fosse pericolosa una condizione di vita troppo florida, il suo insegnamento era, 'Quando passi sul ghiaccio più levigato, stai attento alle sottostanti cavità'. Quando i suoi connazionali si apprestavano a lasciare le lande ghiacciate della Lapponia per trovare un clima più caldo, egli li consolò dicendo che le nazioni d'Oriente, nonostante la loro decantata fertilità, passavano ogni notte fra paure e ansietà ed erano indicibilmente spaventati, quasi storditi, ogni mattino dal rumore del carro del sole che sorgeva."

### No 97. Narratives of travellers considered (Considerazioni sui racconti di viaggi)
Pubblicato: sabato, 23 febbraio 1760
Johnson osserva che "pochi libri deludono i lettori come i resoconti dei viaggiatori", poiché il loro contenuto è di solito o troppo generico o troppo banale. Gli scrittori di viaggi "dovrebbero tenere a mente che la vita umana è il più grande oggetto di osservazione".
"Questo è il solito stile di quei figli dell'audacia che visitano paesi selvaggi attraverso luoghi solitari e desolati; che attraversano un deserto e dicono che è solo sabbia; che passano in una vallata e ciò che li colpisce è solo il verde. Vi sono altri scrittori di viaggi dall'animo più sensibile che visitano solo i regni dell'eleganza e della dolcezza; essi si aggirano tra i palazzi d'Italia e divertono il cortese lettore con la descrizione di cataloghi di dipinti; ascoltano la Santa Messa in sontuose chiese e riportano per i lettori il numero dei pilastri e le decorazioni del pavimento. E ce ne sono ancora altri che, alla faccia delle sciocchezze, copiano le iscrizioni sia eleganti che volgari, antiche e moderne e descrivono nei loro libri i muri di ogni edificio, religioso o privato. Colui che legge questi libri deve considerare la fatica che fa quale premio a se stesso, perché egli non troverà nulla su cui l'attenzione possa fissarsi o che la memoria possa trattenere".

### No 98. Sophia Heedful
Pubblicato: sabato, 1º marzo 1760
(saggio di incerta attribuzione)
Sophia, figlia di un gentiluomo, dopo la morte del padre venne accolta in casa dello zio scapolo. Suo zio le rifiutò il consenso al matrimonio e accennò che l'avrebbe nominata sua erede. Tuttavia, lo zio morì senza aver fatto testamento e il danaro andò tutto ad un più stretto parente. Sophia non sa a chi rivolgersi; è troppo ben educata per fare la serva e troppo povera per unirsi con la sua ex cerchia sociale.
"Così esclusa da tutte le speranze di vivere nel modo in cui avevo sempre lusingato me stessa, sono dubbiosa circa il modo in cui procurarmi un decente sostentamento. Sono stato educata in un modo che mi colloca al di sopra della condizione di servitù e la mia situazione attuale mi rende inadatta ad accompagnarmi con coloro che finora conversavano con me. Ma, sebbene delusa nelle mie aspettative, io non dispero. mi auguro che un aiuto possa ancora essere ottenuto per un'angustia non dovuta a mia colpa e che l'amicizia, anche se rara, non sia impossibile da trovare."

### No 99. Ortogrul of Basra (Ortogrul di Bàssora)
Pubblicato: sabato, 8 marzo 1760
Ortogrul vaga per le strade di Baghdad allorché trova la strada per il palazzo del Visir. Vedendo fra quante blandizie il visir si diletta, decide di diventare ricco. In sogno viene consigliato di aumentare gradualmente la sua ricchezza, diventa un mercante e lavora tutta la vita costruendo la sua fortuna. Infine attira a sé i servili ammiratori che desiderava, ma questi non gli procurano nessuna felicità perché non crede alle loro parole.
"Essi ti dicono che sei saggio, ma a che giova la saggezza alla povertà? Nessuno adulerà il povero ed il saggio ha ben poco per poter adulare loro stessi. È l'uomo sicuramente più misero fra i figli della miseria colui che vive sempre con le proprie colpe e le proprie follie innanzi ai suoi occhi, e colui che non ha nessuno con cui riconciliarsi con lode e rispetto."

### No 100. The good sort of woman (Una santa donna)
Pubblicato: sabato, 15 marzo 1760
Dopo un lungo celibato, Tim Warner ha deciso di sposarsi "solo nel rispetto della mia ragione". Egli ha redatto un elenco di "virtù e vizi femminili" e si è messo alla ricerca di una donna che si collochi nel giusto mezzo tra gli uni e gli altri. Alla fine scelse Miss Gentle, ma dopo il matrimonio, si ritrovò annoiato dal melenso temperamento di lei.
"Ad ogni santa ora del giorno ha la sua occupazione indiscutibilmente appropriata; nessuna insistente preghiera la convincerà a fare una passeggiata in giardino allorché è tutta presa dal suo ricamo oppure se ne sta al piano superiore in quella parte della mattinata che lei è solita trascorrere nel salotto sul retro. Si concede di star seduta una mezz'ora dopo colazione ed un'ora dopo pranzo; mentre le parlo o le leggo qualcosa, guarda in continuazione l'orologio e quando arriva l'ora dei suoi impegni lascia una chiacchierata a metà o insoluto un gioco. Una volta lei mi chiamò a cena mentre stavo osservando una eclissi, un'altra volta mi invitò ad andare a letto mentre stavo per dare delle indicazioni a causa di un incendio."

### No 101. Omar's plan of life (Il progetto di vita di Omar)
Pubblicato: sabato, 22 marzo 1760
Caled, figlio del viceré d'Egitto, chiede ad Omar, un facoltoso avvocato, come meglio pianificare la sua vita. Omar dice che è meglio non fare progetti e porta come esempio la propria vita. Egli aveva progettato di trascorrere dieci anni di studi per poi viaggiare per altri dieci anni, infine avrebbe cercato moglie. Sperperò gli anni che aveva progettato di trascorrere studiando, poi cercò di recuperare il tempo perso studiando giurisprudenza con grande impegno. Come risultato dei suoi studi, egli fu molto apprezzato a corte e non poté mai lasciare gli impegni di lavoro per poter viaggiare. Adesso ha dovuto ritirarsi per il cattivo stato di salute e morirà senza aver potuto soddisfare nessuna delle sue aspirazioni.
""Questo era il mio progetto e questa ne è stata la sua conseguenza. Con una sete insaziabile di conoscenza, ho sciupato gli anni del perfezionamento; con un incessante desiderio di visitare diversi paesi, ho sempre vissuto nella stessa città; pur desiderando nel modo più intenso conseguire la felicità coniugale, ho vissuto da scapolo; dopo una irrevocabile decisione di ritirarmi a vita contemplativa, attendo la mia fine tra le mura di Bagdad".

### No 102. Authors inattentive to themselves (Scrittori incuranti di se stessi)
Pubblicato: sabato, 29 marzo 1760
Johnson sostiene che molti scrittori sono troppo pigri per scrivere le loro memorie. Egli incoraggia la maggior parte di loro a provvedere, poiché le vicende della notorietà letteraria sono adatte per una storia piacevole.
"Il successo ed il fallimento producono gli stessi effetti in ogni condizione. Il ricco è temuto, odiato e adulato; il povero è schivato, commiserato e vilipeso. Non appena viene pubblicato un libro, lo scrittore può misurare il parere di tutti. Se un suo conoscente lo incalza nei luoghi pubblici oppure lo saluta dall'altro lato della strada; se gli piovono addosso inviti a pranzo e i padroni di casa insistono perché resti anche a cena; se le signore si rivolgono a lui quando è in abiti semplici e i valletti sono a sua disposizione con attenzione e alacrità; tutto ciò vuol dire che il suo libro è stato apprezzato da qualche santone delle mode letterarie. I sintomi della reputazione calante non sono meno facilmente osservabili. Se l'autore entra in un bar nessuno se lo fila; se entra in una libreria, il commesso gli volta le spalle e il pronostico più angoscioso di tutti è dato dalla visita mattuttina di suoi colleghi che lo intratterranno per ore ed ore parlando della malevolenza dei recensori, del merito misconosciuto, del cattivo gusto dei contemporanei e della imparzialità dei posteri."

### No 103. Horrour of the last (Orrore della fine)
Pubblicato: sabato, 5 aprile 1760
Johnson si chiede cosa penseranno i suoi lettori ora che The Idler è giunto alla fine. La gente si avvicina con un certo timore alla fine di ogni iniziativa. Dal momento che quest'ultimo saggio fu pubblicato durante la Settimana Santa, Johnson spera che questa occasione porterà i lettori a riflettere sul fatto che tutto ha una fine - compresa la vita umana e l'epoca contemporanea.
"Anche se "The Idler" e i suoi lettori non hanno stretto alcuna amicizia, forse non hanno voglia di separarsi. Sono poche le cose non semplicemente brutte delle quali possiamo dire, senza un senso di disagio, 'questa è l'ultima'. Come coloro i quali non sarebbero mai riusciti ad andar d'accordo, comunque versano lacrime quando la reciproca insoddisfazione ha determinato la separazione finale; come ad un luogo visitato spesso, anche senza piacere, si rivolge l'ultima occhiata con l'avvilimento nel cuore; così "The Idler", con fredda tranquillità, non è del tutto insensibile al pensiero che ora davanti a lui c'è il suo ultimo saggio."